# Dr. Luke/Auszeichnungen für Musikverkäufe

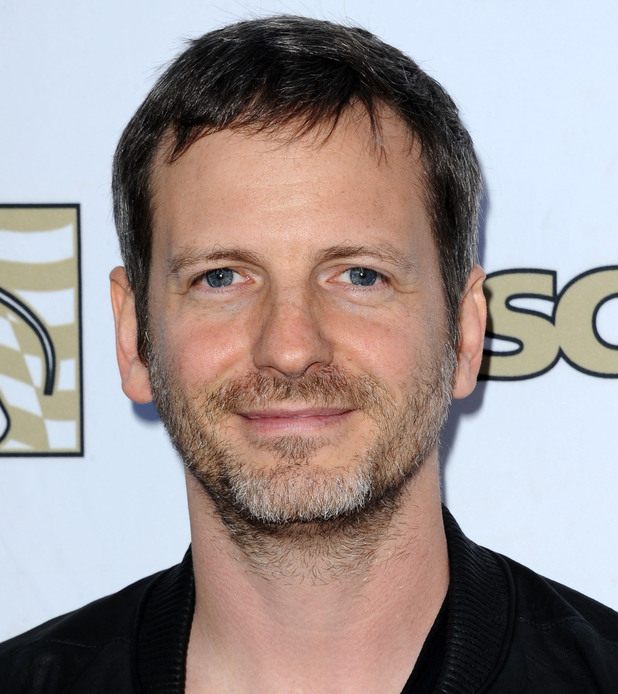
Dr. Luke (2014)

Dies ist eine Übersicht über die Auszeichnungen für Musikverkäufe des US-amerikanischen Songwriters und Musikproduzenten Dr. Luke. Die Auszeichnungen finden sich nach ihrer Art (Gold, Platin usw.), nach Staaten getrennt in chronologischer Reihenfolge, geordnet sowie nach den Tonträgern selbst, ebenfalls in chronologischer Reihenfolge, getrennt nach Medium (Alben, Singles usw.), wieder.

## Auszeichnungen
| - Vereinigtes Königreich - 2013: für die Produktion When You’re Gone (Avril Lavigne) - 2013: für die Autorenbeteiligung und Produktion Circus (Britney Spears) - 2013: für die Produktion Your Love Is My Drug (Kesha) - 2013: für die Autorenbeteiligung und Produktion Magic (B.o.B) - 2013: für die Autorenbeteiligung und Produktion You da One (Rihanna) - 2013: für die Autorenbeteiligung und Produktion Primadonna (Marina and the Diamonds) - 2014: für die Autorenbeteiligung und Produktion Take It Off (Kesha) - 2014: für die Autorenbeteiligung und Produktion Walks Like Rihanna (The Wanted) - 2015: für die Autorenbeteiligung und Produktion U + Ur Hand (Pink) - 2015: für die Autorenbeteiligung My First Kiss (3OH!3) - 2015: für die Autorenbeteiligung und Produktion Va Va Voom (Nicki Minaj) - 2016: für die Autorenbeteiligung und Produktion Unconditionally (Katy Perry) - 2016: für die Autorenbeteiligung und Produktion Birthday (Katy Perry) - 2016: für die Autorenbeteiligung und Produktion Only (Nicki Minaj) - 2017: für die Autorenbeteiligung und Produktion Till the World Ends (Britney Spears) - 2018: für die Autorenbeteiligung und Produktion Pills n Potions (Nicki Minaj) - 2019: für die Autorenbeteiligung und Produktion Behind These Hazel Eyes (Kelly Clarkson) - 2019: für die Autorenbeteiligung und Produktion Shower (Becky G) - 2020: für die Autorenbeteiligung und Produktion Hold It Against Me (Britney Spears) - Australien - 2006: für die Autorenbeteiligung und Produktion Everything I’m Not (The Veronicas) - 2007: für die Produktion Hot (Avril Lavigne) - 2011: für die Autorenbeteiligung und Produktion For Your Entertainment (Adam Lambert) - 2014: für die Autorenbeteiligung und Produktion Give It 2 U (Robin Thicke) - 2020: für die Autorenbeteiligung und Produktion Say So (Doja Cat) - Belgien - 2007: für die Autorenbeteiligung und Produktion Girlfriend (Avril Lavigne) - 2008: für die Autorenbeteiligung und Produktion I Kissed a Girl (Katy Perry) - 2009: für die Autorenbeteiligung und Produktion Hot’n’Cold (Katy Perry) - 2010: für die Autorenbeteiligung und Produktion California Gurls (Katy Perry) - 2010: für die Autorenbeteiligung und Produktion Dynamite (Taio Cruz) - 2011: für die Autorenbeteiligung und Produktion Price Tag (Jessie J) - 2011: für die Autorenbeteiligung und Produktion Till the World Ends (Britney Spears) - 2012: für die Autorenbeteiligung und Produktion Good Feeling (Flo Rida) - 2012: für die Autorenbeteiligung und Produktion Where Have You Been (Rihanna) - 2013: für die Autorenbeteiligung und Produktion Hangover (Taio Cruz) - 2013: für die Autorenbeteiligung und Produktion Roar (Katy Perry) - 2013: für die Autorenbeteiligung und Produktion Wrecking Ball (Miley Cyrus) - 2014: für die Autorenbeteiligung und Produktion Timber (Pitbull feat. Kesha) - 2014: für die Autorenbeteiligung und Produktion Dark Horse (Katy Perry) - 2016: für die Autorenbeteiligung Sugar (Maroon 5) - Dänemark - 2007: für die Autorenbeteiligung und Produktion U + Ur Hand (Pink) - 2008: für die Autorenbeteiligung und Produktion About You Now (Sugababes) - 2009: für die Autorenbeteiligung und Produktion Circus (Britney Spears) - 2011: für die Autorenbeteiligung und Produktion Dynamite (Taio Cruz) - 2011: für die Autorenbeteiligung und Produktion Price Tag (Jessie J) - 2011: für das Streaming Price Tag (Jessie J) - 2011: für die Autorenbeteiligung und Produktion Till the World Ends (Britney Spears) - 2011: für das Streaming Till the World Ends (Britney Spears) - 2011: für das Streaming Last Friday Night (T.G.I.F.) (Katy Perry) - 2012: für die Autorenbeteiligung und Produktion Teenage Dream (Katy Perry) - 2012: für die Autorenbeteiligung und Produktion E.T. (Katy Perry) - 2012: für die Autorenbeteiligung und Produktion Good Feeling (Flo Rida) - 2012: für das Streaming Wide Awake (Katy Perry) - 2012: für die Autorenbeteiligung und Produktion Where Have You Been (Rihanna) - 2013: für die Autorenbeteiligung und Produktion Hangover (Taio Cruz) - 2013: für das Streaming You da One (Rihanna) - 2013: für das Streaming How to Be a Heartbreaker (Marina and the Diamonds) - 2013: für das Streaming Rock Me (One Direction) - 2013: für die Autorenbeteiligung und Produktion Roar (Katy Perry) - 2014: für die Autorenbeteiligung und Produktion Wrecking Ball (Miley Cyrus) - 2014: für die Autorenbeteiligung und Produktion Timber (Pitbull feat. Kesha) - 2014: für das Streaming Unconditionally (Katy Perry) - 2014: für das Streaming Wild Wild Love (Pitbull) - 2014: für das Streaming We Are One (Ole Ola) (Pitbull) - 2016: für die Autorenbeteiligung I Don’t Mind (Usher) - 2018: für die Autorenbeteiligung und Produktion Party in the U.S.A. (Miley Cyrus) - Deutschland - 2011: für die Autorenbeteiligung und Produktion Teenage Dream (Katy Perry) - 2011: für die Autorenbeteiligung und Produktion E.T. (Katy Perry) - 2012: für die Autorenbeteiligung und Produktion U + Ur Hand (Pink) - 2014: für die Autorenbeteiligung und Produktion Die Young (Kesha) - 2014: für die Autorenbeteiligung und Produktion We Are One (Ole Ola) (Pitbull) - 2014: für die Autorenbeteiligung und Produktion Dare (La La La) (Shakira) - 2015: für die Autorenbeteiligung und Produktion Locked Away (R. City) - 2017: für die Autorenbeteiligung Sugar (Maroon 5) - 2018: für die Autorenbeteiligung und Produktion About You Now (Sugababes) - 2018: für die Autorenbeteiligung und Produktion Last Friday Night (T.G.I.F.) (Katy Perry) - 2018: für die Autorenbeteiligung und Produktion Domino (Jessie J) - 2018: für die Autorenbeteiligung und Produktion Where Have You Been (Rihanna) - 2018: für die Autorenbeteiligung und Produktion Unconditionally (Katy Perry) - Finnland - 2009: für die Autorenbeteiligung und Produktion Right Round (Flo Rida) - 2010: für die Autorenbeteiligung und Produktion Tik Tok (Kesha) - Frankreich - 2009: für die Autorenbeteiligung und Produktion I Kissed a Girl (Katy Perry) - 2010: für die Autorenbeteiligung und Produktion Tik Tok (Kesha) - 2015: für die Autorenbeteiligung Sugar (Maroon 5) - 2018: für die Autorenbeteiligung und Produktion Timber (Pitbull feat. Kesha) - 2018: für die Autorenbeteiligung und Produktion All Night (Big Boi) - Italien - 2009: für die Autorenbeteiligung und Produktion Right Round (Flo Rida) - 2011: für die Autorenbeteiligung und Produktion Teenage Dream (Katy Perry) - 2012: für die Autorenbeteiligung und Produktion Hot’n’Cold (Katy Perry) - 2012: für die Autorenbeteiligung und Produktion Dynamite (Taio Cruz) - 2012: für die Autorenbeteiligung und Produktion Good Feeling (Flo Rida) - 2012: für die Autorenbeteiligung und Produktion Hangover (Taio Cruz) - 2012: für die Autorenbeteiligung und Produktion Part of Me (Katy Perry) - 2013: für die Autorenbeteiligung und Produktion We R Who We R (Kesha) - 2013: für die Autorenbeteiligung und Produktion Domino (Jessie J) - 2014: für die Autorenbeteiligung und Produktion The One That Got Away (Katy Perry) - 2015: für die Autorenbeteiligung und Produktion Birthday (Katy Perry) - 2015: für die Autorenbeteiligung und Produktion Shower (Becky G) - 2018: für die Autorenbeteiligung und Produktion I Kissed a Girl (Katy Perry) - 2019: für die Autorenbeteiligung und Produktion Party in the U.S.A. (Miley Cyrus) - Japan - 2011: für die Autorenbeteiligung und Produktion California Gurls (Mobile Downloads, Katy Perry) - 2011: für die Autorenbeteiligung und Produktion California Gurls (Downloads, Katy Perry) - 2013: für die Autorenbeteiligung und Produktion Party in the U.S.A. (Digital, Miley Cyrus) - 2014: für die Produktion When You’re Gone (Digital, Avril Lavigne) - 2014: für die Autorenbeteiligung und Produktion Right Round (Digital, Flo Rida) - 2014: für die Autorenbeteiligung und Produktion Timber (Digital, Pitbull feat. Kesha) - Kanada - 2007: für die Autorenbeteiligung und Produktion Who Knew (Pink) - 2007: für die Autorenbeteiligung und Produktion U + Ur Hand (Pink) - 2007: für die Produktion When You’re Gone (Avril Lavigne) - 2011: für den Ringtone Teenage Dream (Katy Perry) - 2012: für die Autorenbeteiligung und Produktion Strange Clouds (B.o.B) - 2016: für die Autorenbeteiligung und Produktion Greenlight (Pitbull) - Mexiko - 2012: für die Autorenbeteiligung und Produktion We R Who We R (Kesha) - 2012: für die Autorenbeteiligung und Produktion Hold It Against Me (Britney Spears) - 2012: für die Autorenbeteiligung und Produktion Till the World Ends (Britney Spears) - 2013: für die Autorenbeteiligung und Produktion California Gurls (Katy Perry) - 2013: für die Autorenbeteiligung und Produktion Teenage Dream (Katy Perry) - 2013: für die Autorenbeteiligung und Produktion E.T. (Katy Perry) - 2013: für die Autorenbeteiligung und Produktion Last Friday Night (T.G.I.F.) (Katy Perry) - 2013: für die Autorenbeteiligung und Produktion The One That Got Away (Katy Perry) - 2013: für die Autorenbeteiligung und Produktion Part of Me (Katy Perry) - 2013: für die Autorenbeteiligung und Produktion Wide Awake (Katy Perry) - 2014: für die Autorenbeteiligung und Produktion We Are One (Ole Ola) (Pitbull) - 2014: für die Autorenbeteiligung und Produktion Dare (La La La) (Shakira) - 2016: für die Autorenbeteiligung und Produktion Locked Away (R. City) - 2020: für die Autorenbeteiligung und Produktion Say So (Doja Cat) - Neuseeland - 2007: für die Autorenbeteiligung und Produktion Girlfriend (Avril Lavigne) - 2008: für die Autorenbeteiligung und Produktion Circus (Britney Spears) - 2009: für die Autorenbeteiligung und Produktion My Life Would Suck without You (Kelly Clarkson) - 2010: für die Autorenbeteiligung und Produktion For Your Entertainment (Adam Lambert) - 2010: für die Autorenbeteiligung und Produktion Magic (B.o.B) - 2010: für die Autorenbeteiligung und Produktion Take It Off (Kesha) - 2011: für die Autorenbeteiligung und Produktion Hold It Against Me (Britney Spears) - 2011: für die Autorenbeteiligung und Produktion Blow (Kesha) - 2011: für die Autorenbeteiligung und Produktion Till the World Ends (Britney Spears) - 2011: für die Autorenbeteiligung und Produktion Domino (Jessie J) - 2012: für die Autorenbeteiligung und Produktion Hangover (Taio Cruz) - 2012: für die Autorenbeteiligung und Produktion You da One (Rihanna) - 2012: für die Autorenbeteiligung und Produktion Both of Us (B.o.B) - 2013: für die Autorenbeteiligung und Produktion The One That Got Away (Katy Perry) - 2013: für die Autorenbeteiligung und Produktion Oath (Cher Lloyd) - 2013: für die Autorenbeteiligung und Produktion Fall Down (will.i.am) - 2015: für die Autorenbeteiligung Lighthouse (G.R.L.) - Norwegen - 2015: für die Autorenbeteiligung und Produktion Since U Been Gone (Kelly Clarkson) - 2015: für die Autorenbeteiligung und Produktion Unconditionally (Katy Perry) - Österreich - 2007: für die Autorenbeteiligung und Produktion Girlfriend (Avril Lavigne) - 2009: für die Autorenbeteiligung und Produktion Right Round (Flo Rida) - 2011: für die Autorenbeteiligung und Produktion U + Ur Hand (Pink) - 2011: für die Autorenbeteiligung und Produktion Teenage Dream (Katy Perry) - 2011: für die Autorenbeteiligung und Produktion E.T. (Katy Perry) - 2014: für die Autorenbeteiligung und Produktion Primadonna (Marina and the Diamonds) - 2014: für die Autorenbeteiligung und Produktion Wrecking Ball (Miley Cyrus) - 2016: für die Autorenbeteiligung und Produktion Locked Away (R. City) - 2016: für die Autorenbeteiligung und Produktion Ain’t Your Mama (Jennifer Lopez) - Schweden - 2010: für die Produktion Your Love Is My Drug (Kesha) - 2011: für die Autorenbeteiligung und Produktion Take It Off (Kesha) - 2011: für die Autorenbeteiligung und Produktion Teenage Dream (Katy Perry) - 2012: für die Autorenbeteiligung und Produktion You da One (Rihanna) - 2013: für die Autorenbeteiligung und Produktion Fall Down (will.i.am) - 2014: für die Autorenbeteiligung und Produktion Unconditionally (Katy Perry) - 2015: für die Autorenbeteiligung und Produktion The Night Is Still Young (Nicki Minaj) - Schweiz - 2011: für die Autorenbeteiligung und Produktion Till the World Ends (Britney Spears) - 2012: für die Autorenbeteiligung und Produktion Last Friday Night (T.G.I.F.) (Katy Perry) - 2012: für die Autorenbeteiligung und Produktion Domino (Jessie J) - 2014: für die Autorenbeteiligung und Produktion We Are One (Ole Ola) (Pitbull) - 2014: für die Autorenbeteiligung und Produktion Dare (La La La) (Shakira) - Spanien - 2009: für die Autorenbeteiligung und Produktion Right Round (Flo Rida) - 2014: für das Streaming We Are One (Ole Ola) (Pitbull) - 2015: für die Autorenbeteiligung und Produktion Shower (Becky G) - Vereinigte Staaten - 2006: für den Mastertone Since U Been Gone (Kelly Clarkson) - 2006: für die Autorenbeteiligung und Produktion Let U Go (Ashley Parker Angel) - 2009: für die Autorenbeteiligung und Produktion 4ever (The Veronicas) - 2009: für den Mastertone Right Round (Flo Rida) - 2010: für die Autorenbeteiligung My First Kiss (3OH!3) - 2011: für die Autorenbeteiligung Kissin U (Miranda Cosgrove) - 2011: für die Autorenbeteiligung Teenage Dream (Glee Cast) - 2013: für die Produktion When You’re Gone (Avril Lavigne) - 2013: für die Autorenbeteiligung und Produktion Oath (Cher Lloyd) - 2013: für die Autorenbeteiligung Bellas Finals: Price Tag / Don’t You (Forget About Me) / Give Me Everything / Just The Way You Are / Party In The U.S.A. / Turn The Beat Around (The Barden Bellas) - 2014: für die Autorenbeteiligung und Produktion Bounce It (Juicy J) - 2017: für die Autorenbeteiligung und Produktion Primadonna (Marina and the Diamonds) - 2017: für die Autorenbeteiligung How to Be a Heartbreaker (Marina and the Diamonds) - 2017: für die Autorenbeteiligung Take Ü There (Jack Ü) - 2017: für die Autorenbeteiligung und Produktion Ain’t Your Mama (Jennifer Lopez) - 2018: für die Autorenbeteiligung und Produktion Dare (La La La) (Shakira) - 2018: für die Autorenbeteiligung und Produktion Sleazy (Kesha) - 2019: für die Autorenbeteiligung und Produktion All Night (Big Boi) - Vereinigtes Königreich - 2014: für die Autorenbeteiligung und Produktion My Life Would Suck without You (Kelly Clarkson) - 2015: für die Autorenbeteiligung und Produktion Part of Me (Katy Perry) - 2016: für die Autorenbeteiligung und Produktion Girlfriend (Avril Lavigne) - 2016: für die Autorenbeteiligung und Produktion Wide Awake (Katy Perry) - 2016: für die Autorenbeteiligung und Produktion Die Young (Kesha) - 2017: für die Autorenbeteiligung und Produktion We R Who We R (Kesha) - 2017: für die Autorenbeteiligung und Produktion Time of Our Lives (Pitbull & Ne-Yo) - 2017: für die Autorenbeteiligung I Don’t Mind (Usher) - 2020: für die Autorenbeteiligung und Produktion Say So (Doja Cat) | - Australien - 2005: für die Autorenbeteiligung und Produktion Since U Been Gone (Kelly Clarkson) - 2005: für die Autorenbeteiligung und Produktion 4ever (The Veronicas) - 2007: für die Produktion When You’re Gone (Avril Lavigne) - 2009: für die Autorenbeteiligung und Produktion Circus (Britney Spears) - 2009: für die Autorenbeteiligung und Produktion My Life Would Suck without You (Kelly Clarkson) - 2010: für die Autorenbeteiligung My First Kiss (3OH!3) - 2011: für die Autorenbeteiligung und Produktion Hold It Against Me (Britney Spears) - 2011: für die Autorenbeteiligung und Produktion Who Dat Girl (Flo Rida) - 2012: für die Autorenbeteiligung und Produktion You da One (Rihanna) - 2012: für die Autorenbeteiligung und Produktion The One That Got Away (Katy Perry) - 2012: für die Autorenbeteiligung und Produktion Primadonna (Marina and the Diamonds) - 2012: für die Autorenbeteiligung und Produktion Both of Us (B.o.B) - 2013: für die Autorenbeteiligung und Produktion Fall Down (will.i.am) - 2014: für die Autorenbeteiligung und Produktion Unconditionally (Katy Perry) - 2014: für die Autorenbeteiligung und Produktion Wild Wild Love (Pitbull) - 2014: für die Autorenbeteiligung und Produktion Birthday (Katy Perry) - 2014: für die Autorenbeteiligung und Produktion Pills n Potions (Nicki Minaj) - 2015: für die Autorenbeteiligung und Produktion Va Va Voom (Nicki Minaj) - 2018: für die Autorenbeteiligung und Produktion C’Mon (Kesha) - 2018: für die Autorenbeteiligung und Produktion Crazy Kids (Kesha) - 2018: für die Autorenbeteiligung I Don’t Mind (Usher) - Belgien - 2011: für die Autorenbeteiligung und Produktion Tik Tok (Kesha) - 2016: für die Autorenbeteiligung und Produktion Locked Away (R. City) - Brasilien - 2008: für die Autorenbeteiligung und Produktion Girlfriend (Avril Lavigne) - 2008: für die Produktion When You’re Gone (Avril Lavigne) - 2008: für die Produktion The Best Damn Thing (Avril Lavigne) - 2009: für die Autorenbeteiligung und Produktion I Kissed a Girl (Katy Perry) - 2009: für die Autorenbeteiligung und Produktion I Kissed a Girl (Jason Nevins Funkrokr Extended Mix) (Katy Perry) - 2009: für die Autorenbeteiligung und Produktion Hot’n’Cold (Katy Perry) - 2009: für die Autorenbeteiligung und Produktion Hot’n’Cold (Rock Version) (Katy Perry) - Dänemark - 2010: für die Autorenbeteiligung und Produktion Tik Tok (Kesha) - 2012: für die Autorenbeteiligung und Produktion Right Round (Flo Rida) - 2012: für das Streaming Domino (Jessie J) - 2012: für die Autorenbeteiligung und Produktion Primadonna (Marina and the Diamonds) - 2012: für das Streaming Where Have You Been (Rihanna) - 2013: für das Streaming Part of Me (Katy Perry) - 2013: für das Streaming Primadonna (Marina and the Diamonds) - 2013: für das Streaming Wrecking Ball (Miley Cyrus) - 2014: für das Streaming Shower (Becky G) - 2015: für die Autorenbeteiligung und Produktion Time of Our Lives (Pitbull & Ne-Yo) - 2015: für die Autorenbeteiligung und Produktion Locked Away (R. City) - 2019: für die Autorenbeteiligung und Produktion Ain’t Your Mama (Jennifer Lopez) - Deutschland - 2011: für die Autorenbeteiligung und Produktion California Gurls (Katy Perry) - 2012: für die Autorenbeteiligung und Produktion Good Feeling (Flo Rida) - 2013: für die Autorenbeteiligung und Produktion Right Round (Flo Rida) - 2014: für die Autorenbeteiligung und Produktion Wrecking Ball (Miley Cyrus) - 2016: für die Autorenbeteiligung und Produktion Ain’t Your Mama (Jennifer Lopez) - 2018: für die Autorenbeteiligung und Produktion Dynamite (Taio Cruz) - 2018: für die Autorenbeteiligung und Produktion Price Tag (Jessie J) - Finnland - 2008: für die Autorenbeteiligung und Produktion Hot’n’Cold (Katy Perry) - 2009: für die Autorenbeteiligung und Produktion I Kissed a Girl (Katy Perry) - Italien - 2011: für die Autorenbeteiligung und Produktion California Gurls (Katy Perry) - 2011: für die Autorenbeteiligung und Produktion Price Tag (Jessie J) - 2011: für die Autorenbeteiligung und Produktion E.T. (Katy Perry) - 2011: für die Autorenbeteiligung und Produktion Last Friday Night (T.G.I.F.) (Katy Perry) - 2013: für die Autorenbeteiligung und Produktion Die Young (Kesha) - 2014: für die Autorenbeteiligung und Produktion Wide Awake (Katy Perry) - 2014: für die Autorenbeteiligung und Produktion Where Have You Been (Rihanna) - 2014: für die Autorenbeteiligung und Produktion Unconditionally (Katy Perry) - 2014: für die Autorenbeteiligung und Produktion We Are One (Ole Ola) (Pitbull) - 2014: für die Autorenbeteiligung und Produktion Dare (La La La) (Shakira) - 2015: für die Autorenbeteiligung und Produktion Time of Our Lives (Pitbull & Ne-Yo) - Japan - 2014: für die Autorenbeteiligung und Produktion Tik Tok (Digital, Kesha) - 2020: für die Autorenbeteiligung Sugar (Digital, Maroon 5) - Kanada - 2006: für die Autorenbeteiligung und Produktion Since U Been Gone (Kelly Clarkson) - 2006: für die Autorenbeteiligung und Produktion Behind These Hazel Eyes (Kelly Clarkson) - 2007: für die Autorenbeteiligung und Produktion Keep Holding On (Avril Lavigne) - 2010: für den Ringtone Tik Tok (Kesha) - 2010: für die Autorenbeteiligung und Produktion For Your Entertainment (Adam Lambert) - 2010: für die Autorenbeteiligung My First Kiss (3OH!3) - 2011: für den Ringtone California Gurls (Katy Perry) - 2012: für die Autorenbeteiligung und Produktion Magic (B.o.B) - 2012: für die Autorenbeteiligung und Produktion Who Dat Girl (Flo Rida) - 2012: für die Autorenbeteiligung und Produktion Die Young (Kesha) - 2013: für die Autorenbeteiligung und Produktion The One That Got Away (Katy Perry) - 2014: für die Autorenbeteiligung und Produktion Wild Wild Love (Pitbull) - 2015: für die Autorenbeteiligung und Produktion Shower (Becky G) - 2015: für die Autorenbeteiligung Sugar (Maroon 5) - 2017: für die Autorenbeteiligung und Produktion Unconditionally (Katy Perry) - 2017: für die Autorenbeteiligung und Produktion Birthday (Katy Perry) - Mexiko - 2014: für die Autorenbeteiligung und Produktion Die Young (Kesha) - 2015: für die Autorenbeteiligung und Produktion Tik Tok (Kesha) - 2019: für die Autorenbeteiligung und Produktion Ain’t Your Mama (Jennifer Lopez) - Neuseeland - 2008: für die Autorenbeteiligung und Produktion I Kissed a Girl (Katy Perry) - 2009: für die Autorenbeteiligung und Produktion Hot’n’Cold (Katy Perry) - 2009: für die Autorenbeteiligung und Produktion Right Round (Flo Rida) - 2010: für die Autorenbeteiligung und Produktion Party in the U.S.A. (Miley Cyrus) - 2010: für die Autorenbeteiligung und Produktion Teenage Dream (Katy Perry) - 2010: für die Autorenbeteiligung und Produktion Dynamite (Taio Cruz) - 2011: für die Autorenbeteiligung und Produktion We R Who We R (Kesha) - 2011: für die Autorenbeteiligung und Produktion E.T. (Katy Perry) - 2011: für die Autorenbeteiligung und Produktion Last Friday Night (T.G.I.F.) (Katy Perry) - 2012: für die Autorenbeteiligung und Produktion Turn All the Lights On (T-Pain) - 2012: für die Autorenbeteiligung und Produktion Part of Me (Katy Perry) - 2012: für die Autorenbeteiligung und Produktion Primadonna (Marina and the Diamonds) - 2012: für die Autorenbeteiligung und Produktion Wide Awake (Katy Perry) - 2012: für die Autorenbeteiligung und Produktion Where Have You Been (Rihanna) - 2013: für die Autorenbeteiligung und Produktion Die Young (Kesha) - 2014: für die Autorenbeteiligung und Produktion Wrecking Ball (Miley Cyrus) - 2014: für die Autorenbeteiligung und Produktion Ugly Heart (G.R.L.) - 2015: für die Autorenbeteiligung und Produktion Time of Our Lives (Pitbull & Ne-Yo) - 2015: für die Autorenbeteiligung und Produktion Locked Away (R. City) - 2020: für die Autorenbeteiligung und Produktion Say So (Doja Cat) - Niederlande - 2014: für die Autorenbeteiligung und Produktion Wrecking Ball (Miley Cyrus) - 2014: für die Autorenbeteiligung und Produktion Shower (Becky G) - Norwegen - 2015: für die Autorenbeteiligung und Produktion Locked Away (R. City) - Österreich - 2008: für die Autorenbeteiligung und Produktion I Kissed a Girl (Katy Perry) - 2009: für die Autorenbeteiligung und Produktion Hot’n’Cold (Katy Perry) - 2010: für die Autorenbeteiligung und Produktion Tik Tok (Kesha) - 2011: für die Autorenbeteiligung und Produktion Dynamite (Taio Cruz) - 2012: für die Autorenbeteiligung und Produktion California Gurls (Katy Perry) - 2012: für die Autorenbeteiligung und Produktion Good Feeling (Flo Rida) - 2014: für die Autorenbeteiligung und Produktion Roar (Katy Perry) - 2015: für die Autorenbeteiligung und Produktion Timber (Pitbull feat. Kesha) - Schweden - 2009: für die Autorenbeteiligung und Produktion I Kissed a Girl (Katy Perry) - 2010: für die Autorenbeteiligung und Produktion U + Ur Hand (Pink) - 2010: für die Autorenbeteiligung und Produktion California Gurls (Katy Perry) - 2010: für die Autorenbeteiligung und Produktion Dynamite (Taio Cruz) - 2011: für die Autorenbeteiligung und Produktion Tik Tok (Kesha) - 2011: für die Autorenbeteiligung und Produktion We R Who We R (Kesha) - 2012: für die Autorenbeteiligung und Produktion Domino (Jessie J) - 2013: für die Autorenbeteiligung und Produktion Die Young (Kesha) - 2013: für die Autorenbeteiligung und Produktion Timber (Pitbull feat. Kesha) - 2015: für die Autorenbeteiligung und Produktion Time of Our Lives (Pitbull & Ne-Yo) - Schweiz - 2008: für die Autorenbeteiligung und Produktion I Kissed a Girl (Katy Perry) - 2009: für die Autorenbeteiligung und Produktion Hot’n’Cold (Katy Perry) - 2010: für die Autorenbeteiligung und Produktion Tik Tok (Kesha) - 2010: für die Autorenbeteiligung und Produktion California Gurls (Katy Perry) - 2011: für die Autorenbeteiligung und Produktion Price Tag (Jessie J) - 2013: für die Autorenbeteiligung und Produktion Right Round (Flo Rida) - 2014: für die Autorenbeteiligung und Produktion Wrecking Ball (Miley Cyrus) - 2014: für die Autorenbeteiligung und Produktion Timber (Pitbull feat. Kesha) - Spanien - 2009: für die Autorenbeteiligung und Produktion I Kissed a Girl (Katy Perry) - 2009: für die Autorenbeteiligung und Produktion Hot’n’Cold (Katy Perry) - 2010: für die Autorenbeteiligung und Produktion Tik Tok (Kesha) - 2014: für das Streaming Timber (Pitbull feat. Kesha) - 2014: für das Streaming Dare (La La La) (Shakira) - 2015: für die Autorenbeteiligung und Produktion Dark Horse (Katy Perry) - 2015: für die Autorenbeteiligung und Produktion Time of Our Lives (Pitbull & Ne-Yo) - 2015: für die Autorenbeteiligung Sugar (Maroon 5) - 2016: für die Autorenbeteiligung und Produktion Locked Away (R. City) - Vereinigte Staaten - 2006: für die Autorenbeteiligung und Produktion Since U Been Gone (Kelly Clarkson) - 2007: für die Autorenbeteiligung und Produktion U + Ur Hand (Pink) - 2007: für den Mastertone Girlfriend (Avril Lavigne) - 2008: für die Autorenbeteiligung und Produktion Behind These Hazel Eyes (Kelly Clarkson) - 2008: für die Autorenbeteiligung und Produktion Who Knew (Pink) - 2008: für die Autorenbeteiligung und Produktion Keep Holding On (Avril Lavigne) - 2012: für die Autorenbeteiligung und Produktion Domino (Jessie J) - 2015: für die Autorenbeteiligung und Produktion Birthday (Katy Perry) - 2015: für die Autorenbeteiligung und Produktion She Knows (Ne-Yo) - 2015: für die Autorenbeteiligung und Produktion The Night Is Still Young (Nicki Minaj) - 2015: für die Autorenbeteiligung und Produktion Locked Away (R. City) - 2016: für die Autorenbeteiligung und Produktion Both of Us (B.o.B) - 2018: für die Autorenbeteiligung und Produktion Crazy Kids (Kesha) - 2018: für die Autorenbeteiligung und Produktion C’Mon (Kesha) - 2018: für die Autorenbeteiligung Feels Like Tonight (Daughtry) - 2020: für die Autorenbeteiligung und Produktion Say So (Doja Cat) - Vereinigtes Königreich - 2010: für die Autorenbeteiligung und Produktion I Kissed a Girl (Katy Perry) - 2010: für die Autorenbeteiligung und Produktion California Gurls (Katy Perry) - 2011: für die Autorenbeteiligung und Produktion Hot’n’Cold (Katy Perry) - 2013: für die Autorenbeteiligung und Produktion Tik Tok (Kesha) - 2013: für die Autorenbeteiligung und Produktion Dynamite (Taio Cruz) - 2013: für die Autorenbeteiligung und Produktion Domino (Jessie J) - 2013: für die Autorenbeteiligung und Produktion Good Feeling (Flo Rida) - 2014: für die Autorenbeteiligung und Produktion Dark Horse (Katy Perry) - 2015: für die Autorenbeteiligung und Produktion Teenage Dream (Katy Perry) - 2015: für die Autorenbeteiligung und Produktion Wrecking Ball (Miley Cyrus) - 2016: für die Autorenbeteiligung und Produktion Locked Away (R. City) - 2017: für die Autorenbeteiligung und Produktion About You Now (Sugababes) - 2017: für die Autorenbeteiligung und Produktion Right Round (Flo Rida) - 2017: für die Autorenbeteiligung und Produktion E.T. (Katy Perry) - 2017: für die Autorenbeteiligung und Produktion Last Friday Night (T.G.I.F.) (Katy Perry) - 2017: für die Autorenbeteiligung und Produktion Where Have You Been (Rihanna) - 2018: für die Autorenbeteiligung und Produktion Party in the U.S.A. (Miley Cyrus) - 2018: für die Autorenbeteiligung und Produktion Since U Been Gone (Kelly Clarkson) - 2019: für die Autorenbeteiligung und Produktion The One That Got Away (Katy Perry) - 2019: für die Autorenbeteiligung und Produktion Ugly Heart (G.R.L.) - 2020: für die Autorenbeteiligung und Produktion Who Knew (Pink) - Deutschland - 2012: für die Autorenbeteiligung und Produktion Tik Tok (Kesha) - 2018: für die Autorenbeteiligung und Produktion I Kissed a Girl (Katy Perry) - 2018: für die Autorenbeteiligung und Produktion Hot’n’Cold (Katy Perry) - 2018: für die Autorenbeteiligung und Produktion Roar (Katy Perry) - 2018: für die Autorenbeteiligung und Produktion Dark Horse (Katy Perry) - Mexiko - 2014: für die Autorenbeteiligung und Produktion Wrecking Ball (Miley Cyrus) - 2015: für die Autorenbeteiligung und Produktion Good Feeling (Flo Rida) | - Australien - 2010: für die Autorenbeteiligung und Produktion Party in the U.S.A. (Miley Cyrus) - 2011: für die Autorenbeteiligung und Produktion Magic (B.o.B) - 2011: für die Autorenbeteiligung und Produktion Till the World Ends (Britney Spears) - 2012: für die Autorenbeteiligung und Produktion Turn All the Lights On (T-Pain) - 2015: für die Autorenbeteiligung und Produktion Shower (Becky G) - 2016: für die Autorenbeteiligung und Produktion Whip It! (Lunchmoney Lewis) - 2017: für die Autorenbeteiligung und Produktion Time of Our Lives (Pitbull & Ne-Yo) - 2018: für die Autorenbeteiligung und Produktion Who Knew (Pink) - 2018: für die Autorenbeteiligung und Produktion U + Ur Hand (Pink) - 2018: für die Autorenbeteiligung und Produktion Blow (Kesha) - 2018: für die Produktion Your Love Is My Drug (Kesha) - Dänemark - 2009: für die Autorenbeteiligung und Produktion Hot’n’Cold (Katy Perry) - 2012: für das Streaming Good Feeling (Flo Rida) - 2012: für das Streaming Hangover (Taio Cruz) - 2013: für das Streaming Roar (Katy Perry) - 2014: für das Streaming Dark Horse (Katy Perry) - 2016: für die Autorenbeteiligung Sugar (Maroon 5) - Deutschland - 2018: für die Autorenbeteiligung und Produktion Hangover (Taio Cruz) - Italien - 2010: für die Autorenbeteiligung und Produktion Tik Tok (Kesha) - 2014: für die Autorenbeteiligung und Produktion Roar (Katy Perry) - 2014: für die Autorenbeteiligung und Produktion Wrecking Ball (Miley Cyrus) - 2019: für die Autorenbeteiligung und Produktion Ain’t Your Mama (Jennifer Lopez) - Kanada - 2007: für den Ringtone Girlfriend (Avril Lavigne) - 2009: für den Ringtone Hot’n’Cold (Katy Perry) - 2010: für die Autorenbeteiligung und Produktion My Life Would Suck without You (Kelly Clarkson) - 2013: für die Autorenbeteiligung und Produktion Wide Awake (Katy Perry) - 2015: für die Autorenbeteiligung und Produktion Locked Away (R. City) - Mexiko - 2015: für die Autorenbeteiligung und Produktion Dark Horse (Katy Perry) - 2016: für die Autorenbeteiligung und Produktion Timber (Pitbull feat. Kesha) - Neuseeland - 2010: für die Autorenbeteiligung und Produktion Tik Tok (Kesha) - 2010: für die Autorenbeteiligung und Produktion California Gurls (Katy Perry) - 2011: für die Autorenbeteiligung und Produktion Price Tag (Jessie J) - 2012: für die Autorenbeteiligung und Produktion Good Feeling (Flo Rida) - 2014: für die Autorenbeteiligung und Produktion Timber (Pitbull feat. Kesha) - 2014: für die Autorenbeteiligung und Produktion Dark Horse (Katy Perry) - 2015: für die Autorenbeteiligung Sugar (Maroon 5) - Norwegen - 2014: für die Autorenbeteiligung und Produktion Shower (Becky G) - Österreich - 2012: für die Autorenbeteiligung und Produktion Hangover (Taio Cruz) - Schweden - 2012: für die Autorenbeteiligung und Produktion Hold It Against Me (Britney Spears) - 2012: für die Autorenbeteiligung und Produktion Price Tag (Jessie J) - 2012: für die Autorenbeteiligung und Produktion Hangover (Taio Cruz) - 2012: für die Autorenbeteiligung und Produktion Where Have You Been (Rihanna) - 2014: für die Autorenbeteiligung und Produktion Shower (Becky G) - 2015: für die Autorenbeteiligung Sugar (Maroon 5) - Schweiz - 2013: für die Autorenbeteiligung und Produktion Good Feeling (Flo Rida) - Vereinigte Staaten - 2008: für die Autorenbeteiligung und Produktion Girlfriend (Avril Lavigne) - 2011: für die Autorenbeteiligung und Produktion Magic (B.o.B) - 2015: für die Autorenbeteiligung und Produktion You da One (Rihanna) - 2015: für die Autorenbeteiligung und Produktion Shower (Becky G) - 2015: für die Autorenbeteiligung I Don’t Mind (Usher) - 2016: für die Autorenbeteiligung und Produktion Strange Clouds (B.o.B) - 2017: für die Autorenbeteiligung und Produktion Unconditionally (Katy Perry) - Vereinigtes Königreich - 2014: für die Autorenbeteiligung und Produktion Price Tag (Jessie J) - 2016: für die Autorenbeteiligung und Produktion Timber (Pitbull feat. Kesha) - 2017: für die Autorenbeteiligung Sugar (Maroon 5) - Mexiko - 2014: für die Autorenbeteiligung und Produktion Roar (Katy Perry) - 2016: für die Autorenbeteiligung Sugar (Maroon 5) - Australien - 2010: für die Autorenbeteiligung und Produktion Right Round (Flo Rida) - 2011: für die Autorenbeteiligung und Produktion E.T. (Katy Perry) - 2011: für die Autorenbeteiligung und Produktion Domino (Jessie J) - 2012: für die Autorenbeteiligung und Produktion Part of Me (Katy Perry) - 2013: für die Autorenbeteiligung und Produktion I Kissed a Girl (Katy Perry) - 2015: für die Autorenbeteiligung und Produktion Where Have You Been (Rihanna) - 2015: für die Autorenbeteiligung Sugar (Maroon 5) - 2016: für die Autorenbeteiligung und Produktion Locked Away (R. City) - 2018: für die Autorenbeteiligung und Produktion Take It Off (Kesha) - Dänemark - 2009: für die Autorenbeteiligung und Produktion I Kissed a Girl (Katy Perry) - 2014: für das Streaming Timber (Pitbull feat. Kesha) - Japan - 2014: für die Autorenbeteiligung und Produktion Girlfriend (Digital, Avril Lavigne) - Italien - 2014: für die Autorenbeteiligung und Produktion Timber (Pitbull feat. Kesha) - 2014: für die Autorenbeteiligung und Produktion Dark Horse (Katy Perry) - 2016: für die Autorenbeteiligung Sugar (Maroon 5) - Kanada - 2013: für die Autorenbeteiligung und Produktion Part of Me (Katy Perry) - Norwegen - 2015: für die Autorenbeteiligung und Produktion Roar (Katy Perry) - 2015: für die Autorenbeteiligung und Produktion Dark Horse (Katy Perry) - Polen - 2015: für die Autorenbeteiligung Sugar (Maroon 5) - Schweden - 2012: für die Autorenbeteiligung und Produktion Till the World Ends (Britney Spears) - 2014: für die Autorenbeteiligung und Produktion Wrecking Ball (Miley Cyrus) - 2016: für die Autorenbeteiligung und Produktion Locked Away (R. City) - Schweiz - 2012: für die Autorenbeteiligung und Produktion Hangover (Taio Cruz) - Spanien - 2016: für die Autorenbeteiligung und Produktion Ain’t Your Mama (Jennifer Lopez) - Vereinigte Staaten - 2015: für die Autorenbeteiligung und Produktion Only (Nicki Minaj) - 2018: für die Autorenbeteiligung und Produktion Take It Off (Kesha) - Vereinigtes Königreich - 2019: für die Autorenbeteiligung und Produktion Roar (Katy Perry) - Australien - 2007: für die Autorenbeteiligung und Produktion Girlfriend (Avril Lavigne) - 2012: für die Autorenbeteiligung und Produktion Hangover (Taio Cruz) - 2014: für die Autorenbeteiligung und Produktion Ugly Heart (G.R.L.) - 2018: für die Autorenbeteiligung und Produktion Die Young (Kesha) - Italien - 2019: für die Autorenbeteiligung und Produktion Locked Away (R. City) - Kanada - 2010: für die Autorenbeteiligung und Produktion Party in the U.S.A. (Miley Cyrus) - 2011: für die Autorenbeteiligung und Produktion California Gurls (Katy Perry) - 2012: für die Autorenbeteiligung und Produktion Right Round (Flo Rida) - 2013: für die Autorenbeteiligung und Produktion Teenage Dream (Katy Perry) - 2013: für die Autorenbeteiligung und Produktion E.T. (Katy Perry) - 2013: für die Autorenbeteiligung und Produktion Last Friday Night (T.G.I.F.) (Katy Perry) - 2014: für die Autorenbeteiligung und Produktion Wrecking Ball (Miley Cyrus) - Neuseeland - 2014: für die Autorenbeteiligung und Produktion Roar (Katy Perry) - Polen - 2017: für die Autorenbeteiligung und Produktion Locked Away (R. City) - Schweden - 2012: für die Autorenbeteiligung und Produktion Good Feeling (Flo Rida) - 2014: für die Autorenbeteiligung und Produktion Roar (Katy Perry) - 2014: für die Autorenbeteiligung und Produktion Dark Horse (Katy Perry) - Vereinigte Staaten - 2013: für die Autorenbeteiligung und Produktion Good Feeling (Flo Rida) - 2015: für die Autorenbeteiligung und Produktion Where Have You Been (Rihanna) - 2017: für die Autorenbeteiligung und Produktion Price Tag (Jessie J) - 2017: für die Autorenbeteiligung und Produktion The One That Got Away (Katy Perry) - 2018: für die Autorenbeteiligung und Produktion Part of Me (Katy Perry) - 2018: für die Autorenbeteiligung und Produktion Die Young (Kesha) - 2018: für die Autorenbeteiligung und Produktion Blow (Kesha) - 2018: für die Produktion Your Love Is My Drug (Kesha) - Australien - 2011: für die Autorenbeteiligung und Produktion Price Tag (Jessie J) - 2013: für die Autorenbeteiligung und Produktion Hot’n’Cold (Katy Perry) - 2018: für die Autorenbeteiligung und Produktion We R Who We R (Kesha) - 2019: für die Autorenbeteiligung und Produktion Last Friday Night (T.G.I.F.) (Katy Perry) - Kanada - 2012: für die Autorenbeteiligung und Produktion Dynamite (Taio Cruz) - 2012: für die Autorenbeteiligung und Produktion Good Feeling (Flo Rida) - Vereinigte Staaten - 2015: für die Autorenbeteiligung und Produktion Wrecking Ball (Miley Cyrus) - 2018: für die Autorenbeteiligung und Produktion Wide Awake (Katy Perry) - 2018: für die Autorenbeteiligung und Produktion We R Who We R (Kesha) - Australien - 2013: für die Autorenbeteiligung und Produktion California Gurls (Katy Perry) - 2013: für die Autorenbeteiligung und Produktion Teenage Dream (Katy Perry) - 2013: für die Autorenbeteiligung und Produktion Wide Awake (Katy Perry) - 2018: für die Autorenbeteiligung und Produktion Good Feeling (Flo Rida) - 2019: für die Autorenbeteiligung und Produktion Wrecking Ball (Miley Cyrus) - Kanada - 2009: für den Ringtone I Kissed a Girl (Katy Perry) - 2009: für die Autorenbeteiligung und Produktion Hot’n’Cold (Katy Perry) - Vereinigte Staaten - 2015: für die Autorenbeteiligung und Produktion Right Round (Flo Rida) - 2015: für die Autorenbeteiligung und Produktion Timber (Pitbull feat. Kesha) - 2018: für die Autorenbeteiligung und Produktion I Kissed a Girl (Katy Perry) - 2018: für die Autorenbeteiligung und Produktion Last Friday Night (T.G.I.F.) (Katy Perry) - Australien - 2012: für die Autorenbeteiligung und Produktion Dynamite (Taio Cruz) - 2017: für die Autorenbeteiligung und Produktion Timber (Pitbull feat. Kesha) - Kanada - 2009: für die Autorenbeteiligung und Produktion I Kissed a Girl (Katy Perry) - 2010: für die Autorenbeteiligung und Produktion Tik Tok (Kesha) - 2014: für die Autorenbeteiligung und Produktion Timber (Pitbull feat. Kesha) - 2017: für die Autorenbeteiligung und Produktion Dark Horse (Katy Perry) - Vereinigte Staaten - 2013: für die Autorenbeteiligung und Produktion Party in the U.S.A. (Miley Cyrus) - 2015: für die Autorenbeteiligung und Produktion Teenage Dream (Katy Perry) - Australien - 2018: für die Autorenbeteiligung und Produktion Tik Tok (Kesha) - 2019: für die Autorenbeteiligung und Produktion Dark Horse (Katy Perry) - Vereinigte Staaten - 2013: für die Autorenbeteiligung und Produktion Dynamite (Taio Cruz) - 2015: für die Autorenbeteiligung und Produktion E.T. (Katy Perry) - 2018: für die Autorenbeteiligung und Produktion California Gurls (Katy Perry) - 2018: für die Autorenbeteiligung und Produktion Tik Tok (Kesha) - 2018: für die Autorenbeteiligung Sugar (Maroon 5) - 2019: für die Autorenbeteiligung und Produktion Hot’n’Cold (Katy Perry) - Kanada - 2017: für die Autorenbeteiligung und Produktion Roar (Katy Perry) - Australien - 2014: für die Autorenbeteiligung und Produktion Roar (Katy Perry) - Norwegen - 2014: für die Autorenbeteiligung und Produktion Wrecking Ball (Miley Cyrus) - Vereinigte Staaten - 2018: für die Autorenbeteiligung und Produktion Dark Horse (Katy Perry) - Norwegen - 2014: für die Autorenbeteiligung und Produktion Timber (Pitbull feat. Kesha) - Deutschland - 2022: für die Autorenbeteiligung und Produktion Timber (Pitbull feat. Kesha) - Frankreich - 2017: für die Autorenbeteiligung und Produktion Ain’t Your Mama (Jennifer Lopez) - Japan - 2007: für den Ringtone Girlfriend (Avril Lavigne) - Mexiko - 2016: für die Autorenbeteiligung Sugar (Maroon 5) - Polen - 2016: für die Autorenbeteiligung und Produktion Ain’t Your Mama (Jennifer Lopez) - Vereinigte Staaten - 2017: für die Autorenbeteiligung und Produktion Roar (Katy Perry) |

## Auszeichnungen nach Autorenbeteiligungen und Produktionen

### Since U Been Gone(Kelly Clarkson)
| Land/Region                  | Auszeichnungen für Musikverkäufe (Land/Region, Auszeichnung, Verkäufe) | Verkäufe  |
| ---------------------------- | ---------------------------------------------------------------------- | --------- |
| Australien (ARIA)            | Platin                                                                 | 70.000    |
| Kanada (MC)                  | Platin                                                                 | 100.000   |
| Norwegen (IFPI)              | Gold                                                                   | 5.000     |
| Vereinigte Staaten (RIAA)    | Platin (Single) · + Gold (Mastertone)                                  | 1.500.000 |
| Vereinigtes Königreich (BPI) | Platin                                                                 | 600.000   |
| Insgesamt                    | 2× Gold · 4× Platin ·                                                  | 2.275.000 |

### Behind These Hazel Eyes (Kelly Clarkson)
| Land/Region                  | Auszeichnungen für Musikverkäufe (Land/Region, Auszeichnung, Verkäufe) | Verkäufe  |
| ---------------------------- | ---------------------------------------------------------------------- | --------- |
| Kanada (MC)                  | Platin                                                                 | 100.000   |
| Vereinigte Staaten (RIAA)    | Platin                                                                 | 1.000.000 |
| Vereinigtes Königreich (BPI) | Silber                                                                 | 200.000   |
| Insgesamt                    | 1× Silber · 2× Platin ·                                                | 1.300.000 |

### 4ever (The Veronicas)
| Land/Region               | Auszeichnungen für Musikverkäufe (Land/Region, Auszeichnung, Verkäufe) | Verkäufe |
| ------------------------- | ---------------------------------------------------------------------- | -------- |
| Australien (ARIA)         | Platin                                                                 | 70.000   |
| Vereinigte Staaten (RIAA) | Gold                                                                   | 500.000  |
| Insgesamt                 | 1× Gold · 1× Platin ·                                                  | 570.000  |

### Everything I’m Not (The Veronicas)
| Land/Region       | Auszeichnungen für Musikverkäufe (Land/Region, Auszeichnung, Verkäufe) | Verkäufe |
| ----------------- | ---------------------------------------------------------------------- | -------- |
| Australien (ARIA) | Gold                                                                   | 35.000   |
| Insgesamt         | 1× Gold ·                                                              | 35.000   |

### Let U Go (Ashley Parker Angel)
| Land/Region               | Auszeichnungen für Musikverkäufe (Land/Region, Auszeichnung, Verkäufe) | Verkäufe |
| ------------------------- | ---------------------------------------------------------------------- | -------- |
| Vereinigte Staaten (RIAA) | Gold                                                                   | 500.000  |
| Insgesamt                 | 1× Gold ·                                                              | 500.000  |

### Who Knew(Pink)
| Land/Region                  | Auszeichnungen für Musikverkäufe (Land/Region, Auszeichnung, Verkäufe) | Verkäufe  |
| ---------------------------- | ---------------------------------------------------------------------- | --------- |
| Australien (ARIA)            | 2× Platin                                                              | 140.000   |
| Kanada (MC)                  | Gold                                                                   | 10.000    |
| Vereinigte Staaten (RIAA)    | Platin                                                                 | 1.000.000 |
| Vereinigtes Königreich (BPI) | Platin                                                                 | 600.000   |
| Insgesamt                    | 1× Gold · 4× Platin ·                                                  | 1.750.000 |

### U + Ur Hand(Pink)
| Land/Region                  | Auszeichnungen für Musikverkäufe (Land/Region, Auszeichnung, Verkäufe) | Verkäufe  |
| ---------------------------- | ---------------------------------------------------------------------- | --------- |
| Australien (ARIA)            | 2× Platin                                                              | 140.000   |
| Dänemark (IFPI)              | Gold                                                                   | 4.000     |
| Deutschland (BVMI)           | Gold                                                                   | 150.000   |
| Kanada (MC)                  | Gold                                                                   | 10.000    |
| Österreich (IFPI)            | Gold                                                                   | 15.000    |
| Schweden (IFPI)              | Platin                                                                 | 20.000    |
| Vereinigte Staaten (RIAA)    | Platin                                                                 | 1.000.000 |
| Vereinigtes Königreich (BPI) | Silber                                                                 | 200.000   |
| Insgesamt                    | 1× Silber · 4× Gold · 4× Platin ·                                      | 1.539.000 |

### Keep Holding On (Avril Lavigne)
| Land/Region               | Auszeichnungen für Musikverkäufe (Land/Region, Auszeichnung, Verkäufe) | Verkäufe  |
| ------------------------- | ---------------------------------------------------------------------- | --------- |
| Kanada (MC)               | Platin                                                                 | 80.000    |
| Vereinigte Staaten (RIAA) | Platin                                                                 | 1.000.000 |
| Insgesamt                 | 2× Platin ·                                                            | 1.080.000 |

### Girlfriend(Avril Lavigne)
| Land/Region                  | Auszeichnungen für Musikverkäufe (Land/Region, Auszeichnung, Verkäufe) | Verkäufe  |
| ---------------------------- | ---------------------------------------------------------------------- | --------- |
| Australien (ARIA)            | 4× Platin                                                              | 280.000   |
| Belgien (BRMA)               | Gold                                                                   | 15.000    |
| Brasilien (PMB)              | Platin                                                                 | 100.000   |
| Japan (RIAJ)                 | 3× Platin (Single) · + Diamant (Ringtone)                              | 1.750.000 |
| Kanada (MC)                  | 2× Platin                                                              | 160.000   |
| Neuseeland (RMNZ)            | Gold                                                                   | 7.500     |
| Österreich (IFPI)            | Gold                                                                   | 15.000    |
| Vereinigte Staaten (RIAA)    | 2× Platin (Single) · + Platin (Mastertone)                             | 3.000.000 |
| Vereinigtes Königreich (BPI) | Gold                                                                   | 400.000   |
| Insgesamt                    | 4× Gold · 13× Platin · 1× Diamant ·                                    | 5.727.500 |

### When You’re Gone (Avril Lavigne)
| Land/Region                  | Auszeichnungen für Musikverkäufe (Land/Region, Auszeichnung, Verkäufe) | Verkäufe  |
| ---------------------------- | ---------------------------------------------------------------------- | --------- |
| Australien (ARIA)            | Platin                                                                 | 70.000    |
| Brasilien (PMB)              | Platin                                                                 | 100.000   |
| Kanada (MC)                  | Gold                                                                   | 40.000    |
| Japan (RIAJ)                 | Gold                                                                   | 100.000   |
| Vereinigte Staaten (RIAA)    | Platin                                                                 | 1.000.000 |
| Vereinigtes Königreich (BPI) | Silber                                                                 | 200.000   |
| Insgesamt                    | 1× Silber · 2× Gold · 3× Platin ·                                      | 1.510.000 |

### About You Now(Sugababes)
| Land/Region                  | Auszeichnungen für Musikverkäufe (Land/Region, Auszeichnung, Verkäufe) | Verkäufe |
| ---------------------------- | ---------------------------------------------------------------------- | -------- |
| Dänemark (IFPI)              | Gold                                                                   | 7.500    |
| Deutschland (BVMI)           | Gold                                                                   | 150.000  |
| Vereinigtes Königreich (BPI) | Platin                                                                 | 600.000  |
| Insgesamt                    | 2× Gold · 1× Platin ·                                                  | 757.500  |

### Hot (Avril Lavigne)
| Land/Region       | Auszeichnungen für Musikverkäufe (Land/Region, Auszeichnung, Verkäufe) | Verkäufe |
| ----------------- | ---------------------------------------------------------------------- | -------- |
| Australien (ARIA) | Gold                                                                   | 35.000   |
| Insgesamt         | 1× Gold ·                                                              | 35.000   |

### Feels Like Tonight (Daughtry)
| Land/Region               | Auszeichnungen für Musikverkäufe (Land/Region, Auszeichnung, Verkäufe) | Verkäufe  |
| ------------------------- | ---------------------------------------------------------------------- | --------- |
| Vereinigte Staaten (RIAA) | Platin                                                                 | 1.000.000 |
| Insgesamt                 | 1× Platin ·                                                            | 1.000.000 |

### I Kissed a Girl(Katy Perry)
| Land/Region                  | Auszeichnungen für Musikverkäufe (Land/Region, Auszeichnung, Verkäufe) | Verkäufe  |
| ---------------------------- | ---------------------------------------------------------------------- | --------- |
| Australien (ARIA)            | 3× Platin                                                              | 210.000   |
| Belgien (BRMA)               | Gold                                                                   | 15.000    |
| Brasilien (PMB)              | Platin (Standard) · + Platin (Jason Nevins Funkrokr Extended Mix)      | 200.000   |
| Dänemark (IFPI)              | 3× Platin                                                              | 45.000    |
| Deutschland (BVMI)           | 3× Gold                                                                | 450.000   |
| Finnland (IFPI)              | Platin                                                                 | 14.072    |
| Frankreich (SNEP)            | Gold                                                                   | 200.000   |
| Italien (FIMI)               | Gold                                                                   | 25.000    |
| Kanada (MC)                  | 7× Platin (Single) · + 6× Platin (Ringtone)                            | 800.000   |
| Neuseeland (RMNZ)            | Platin                                                                 | 15.000    |
| Österreich (IFPI)            | Platin                                                                 | 30.000    |
| Schweden (IFPI)              | Platin                                                                 | 20.000    |
| Schweiz (IFPI)               | Platin                                                                 | 30.000    |
| Spanien (Promusicae)         | Platin                                                                 | 40.000    |
| Vereinigte Staaten (RIAA)    | 6× Platin                                                              | 6.000.000 |
| Vereinigtes Königreich (BPI) | Platin                                                                 | 600.000   |
| Insgesamt                    | 4× Gold · 35× Platin ·                                                 | 8.680.072 |

### The Best Damn Thing (Avril Lavigne)
| Land/Region     | Auszeichnungen für Musikverkäufe (Land/Region, Auszeichnung, Verkäufe) | Verkäufe |
| --------------- | ---------------------------------------------------------------------- | -------- |
| Brasilien (PMB) | Platin                                                                 | 100.000  |
| Insgesamt       | 1× Platin ·                                                            | 100.000  |

### Hot n Cold(Katy Perry)
| Land/Region                  | Auszeichnungen für Musikverkäufe (Land/Region, Auszeichnung, Verkäufe) | Verkäufe   |
| ---------------------------- | ---------------------------------------------------------------------- | ---------- |
| Australien (ARIA)            | 5× Platin                                                              | 350.000    |
| Belgien (BRMA)               | Gold                                                                   | 15.000     |
| Brasilien (PMB)              | Platin (Standard) · + Platin (Rock Version)                            | 200.000    |
| Dänemark (IFPI)              | 2× Platin                                                              | 30.000     |
| Deutschland (BVMI)           | 3× Gold                                                                | 450.000    |
| Finnland (IFPI)              | Platin                                                                 | 14.579     |
| Italien (FIMI)               | Gold                                                                   | 15.000     |
| Kanada (MC)                  | 6× Platin (Single) · + 2× Platin (Ringtone)                            | 560.000    |
| Neuseeland (RMNZ)            | Platin                                                                 | 15.000     |
| Österreich (IFPI)            | Platin                                                                 | 30.000     |
| Schweiz (IFPI)               | Platin                                                                 | 30.000     |
| Spanien (Promusicae)         | Platin                                                                 | 40.000     |
| Vereinigte Staaten (RIAA)    | 8× Platin                                                              | 8.000.000  |
| Vereinigtes Königreich (BPI) | Platin                                                                 | 600.000    |
| Insgesamt                    | 3× Gold · 32× Platin ·                                                 | 10.349.579 |

### Circus(Britney Spears)
| Land/Region                  | Auszeichnungen für Musikverkäufe (Land/Region, Auszeichnung, Verkäufe) | Verkäufe |
| ---------------------------- | ---------------------------------------------------------------------- | -------- |
| Australien (ARIA)            | Platin                                                                 | 70.000   |
| Dänemark (IFPI)              | Gold                                                                   | 15.000   |
| Neuseeland (RMNZ)            | Gold                                                                   | 7.500    |
| Vereinigtes Königreich (BPI) | Silber                                                                 | 200.000  |
| Insgesamt                    | 1× Silber · 2× Gold · 1× Platin ·                                      | 292.500  |

### My Life Would Suck without You (Kelly Clarkson)
| Land/Region                  | Auszeichnungen für Musikverkäufe (Land/Region, Auszeichnung, Verkäufe) | Verkäufe |
| ---------------------------- | ---------------------------------------------------------------------- | -------- |
| Australien (ARIA)            | Platin                                                                 | 70.000   |
| Kanada (MC)                  | 2× Platin                                                              | 160.000  |
| Neuseeland (RMNZ)            | Gold                                                                   | 7.500    |
| Vereinigtes Königreich (BPI) | Gold                                                                   | 400.000  |
| Insgesamt                    | 2× Gold · 3× Platin ·                                                  | 637.500  |

### Right Round(Flo Rida)
| Land/Region                  | Auszeichnungen für Musikverkäufe (Land/Region, Auszeichnung, Verkäufe) | Verkäufe  |
| ---------------------------- | ---------------------------------------------------------------------- | --------- |
| Australien (ARIA)            | 3× Platin                                                              | 210.000   |
| Dänemark (IFPI)              | Platin                                                                 | 30.000    |
| Deutschland (BVMI)           | Platin                                                                 | 300.000   |
| Finnland (IFPI)              | Gold                                                                   | 5.552     |
| Italien (FIMI)               | Gold                                                                   | 15.000    |
| Japan (RIAJ)                 | Gold                                                                   | 100.000   |
| Kanada (MC)                  | 4× Platin                                                              | 320.000   |
| Neuseeland (RMNZ)            | Platin                                                                 | 15.000    |
| Österreich (IFPI)            | Gold                                                                   | 15.000    |
| Schweiz (IFPI)               | Platin                                                                 | 30.000    |
| Spanien (Promusicae)         | Gold                                                                   | 20.000    |
| Vereinigte Staaten (RIAA)    | 6× Platin (Single) · + Gold (Mastertone)                               | 6.500.000 |
| Vereinigtes Königreich (BPI) | Platin                                                                 | 600.000   |
| Insgesamt                    | 6× Gold · 18× Platin ·                                                 | 8.160.552 |

### Tik Tok(Kesha)
| Land/Region                  | Auszeichnungen für Musikverkäufe (Land/Region, Auszeichnung, Verkäufe) | Verkäufe   |
| ---------------------------- | ---------------------------------------------------------------------- | ---------- |
| Australien (ARIA)            | 8× Platin                                                              | 560.000    |
| Belgien (BRMA)               | Platin                                                                 | 30.000     |
| Dänemark (IFPI)              | Platin                                                                 | 30.000     |
| Deutschland (BVMI)           | 3× Gold                                                                | 450.000    |
| Finnland (IFPI)              | Gold                                                                   | 5.910      |
| Frankreich (SNEP)            | Gold                                                                   | 150.000    |
| Italien (FIMI)               | 2× Platin                                                              | 60.000     |
| Japan (RIAJ)                 | Platin                                                                 | 250.000    |
| Kanada (MC)                  | 7× Platin (Single) · + Platin (Ringtone)                               | 600.000    |
| Mexiko (AMPROFON)            | Platin                                                                 | 60.000     |
| Neuseeland (RMNZ)            | 2× Platin                                                              | 30.000     |
| Österreich (IFPI)            | Platin                                                                 | 30.000     |
| Schweden (IFPI)              | Platin                                                                 | 40.000     |
| Schweiz (IFPI)               | Platin                                                                 | 30.000     |
| Spanien (Promusicae)         | Platin                                                                 | 40.000     |
| Vereinigte Staaten (RIAA)    | 8× Platin                                                              | 8.000.000  |
| Vereinigtes Königreich (BPI) | Platin                                                                 | 600.000    |
| Insgesamt                    | 3× Gold · 38× Platin ·                                                 | 10.965.910 |

### Party in the U.S.A.(Miley Cyrus)
| Land/Region                  | Auszeichnungen für Musikverkäufe (Land/Region, Auszeichnung, Verkäufe) | Verkäufe  |
| ---------------------------- | ---------------------------------------------------------------------- | --------- |
| Australien (ARIA)            | 2× Platin                                                              | 140.000   |
| Dänemark (IFPI)              | Gold                                                                   | 45.000    |
| Italien (FIMI)               | Gold                                                                   | 25.000    |
| Japan (RIAJ)                 | Gold                                                                   | 100.000   |
| Kanada (MC)                  | 4× Platin                                                              | 160.000   |
| Neuseeland (RMNZ)            | Platin                                                                 | 15.000    |
| Vereinigte Staaten (RIAA)    | 7× Platin                                                              | 7.000.000 |
| Vereinigtes Königreich (BPI) | Platin                                                                 | 600.000   |
| Insgesamt                    | 3× Gold · 15× Platin ·                                                 | 8.085.000 |

### For Your Entertainment (Adam Lambert)
| Land/Region       | Auszeichnungen für Musikverkäufe (Land/Region, Auszeichnung, Verkäufe) | Verkäufe |
| ----------------- | ---------------------------------------------------------------------- | -------- |
| Australien (ARIA) | Gold                                                                   | 35.000   |
| Kanada (MC)       | Platin                                                                 | 80.000   |
| Neuseeland (RMNZ) | Gold                                                                   | 7.500    |
| Insgesamt         | 2× Gold · 1× Platin ·                                                  | 122.500  |

### Kissin U(Miranda Cosgrove)
| Land/Region               | Auszeichnungen für Musikverkäufe (Land/Region, Auszeichnung, Verkäufe) | Verkäufe |
| ------------------------- | ---------------------------------------------------------------------- | -------- |
| Vereinigte Staaten (RIAA) | Gold                                                                   | 500.000  |
| Insgesamt                 | 1× Gold ·                                                              | 500.000  |

### My First Kiss(3OH!3)
| Land/Region                  | Auszeichnungen für Musikverkäufe (Land/Region, Auszeichnung, Verkäufe) | Verkäufe |
| ---------------------------- | ---------------------------------------------------------------------- | -------- |
| Australien (ARIA)            | Platin                                                                 | 70.000   |
| Kanada (MC)                  | Platin                                                                 | 80.000   |
| Vereinigte Staaten (RIAA)    | Gold                                                                   | 500.000  |
| Vereinigtes Königreich (BPI) | Silber                                                                 | 200.000  |
| Insgesamt                    | 1× Silber · 1× Gold · 2× Platin ·                                      | 850.000  |

### California Gurls(Katy Perry)
| Land/Region                  | Auszeichnungen für Musikverkäufe (Land/Region, Auszeichnung, Verkäufe) | Verkäufe   |
| ---------------------------- | ---------------------------------------------------------------------- | ---------- |
| Australien (ARIA)            | 6× Platin                                                              | 420.000    |
| Belgien (BRMA)               | Gold                                                                   | 15.000     |
| Deutschland (BVMI)           | Platin                                                                 | 300.000    |
| Italien (FIMI)               | Platin                                                                 | 30.000     |
| Japan (RIAJ)                 | Gold (Downloads) · + Gold (Mobile Downloads)                           | 200.000    |
| Kanada (MC)                  | 4× Platin (Single) · + Platin (Ringtone)                               | 360.000    |
| Mexiko (AMPROFON)            | Gold                                                                   | 30.000     |
| Neuseeland (RMNZ)            | 2× Platin                                                              | 30.000     |
| Österreich (IFPI)            | Platin                                                                 | 30.000     |
| Schweden (IFPI)              | Platin                                                                 | 40.000     |
| Schweiz (IFPI)               | Platin                                                                 | 30.000     |
| Vereinigte Staaten (RIAA)    | 8× Platin                                                              | 8.000.000  |
| Vereinigtes Königreich (BPI) | Platin                                                                 | 600.000    |
| Insgesamt                    | 4× Gold · 27× Platin ·                                                 | 10.085.000 |

### Your Love Is My Drug(Kesha)
| Land/Region                  | Auszeichnungen für Musikverkäufe (Land/Region, Auszeichnung, Verkäufe) | Verkäufe  |
| ---------------------------- | ---------------------------------------------------------------------- | --------- |
| Australien (ARIA)            | 2× Platin                                                              | 140.000   |
| Schweden (IFPI)              | Gold                                                                   | 20.000    |
| Vereinigte Staaten (RIAA)    | 4× Platin                                                              | 4.000.000 |
| Vereinigtes Königreich (BPI) | Silber                                                                 | 200.000   |
| Insgesamt                    | 1× Silber · 1× Gold · 6× Platin ·                                      | 4.360.000 |

### Magic(B.o.B)
| Land/Region                  | Auszeichnungen für Musikverkäufe (Land/Region, Auszeichnung, Verkäufe) | Verkäufe  |
| ---------------------------- | ---------------------------------------------------------------------- | --------- |
| Australien (ARIA)            | 2× Platin                                                              | 140.000   |
| Kanada (MC)                  | Platin                                                                 | 80.000    |
| Neuseeland (RMNZ)            | Gold                                                                   | 7.500     |
| Vereinigte Staaten (RIAA)    | 2× Platin                                                              | 2.000.000 |
| Vereinigtes Königreich (BPI) | Silber                                                                 | 200.000   |
| Insgesamt                    | 1× Silber · 1× Gold · 5× Platin ·                                      | 2.427.500 |

### Take It Off(Kesha)
| Land/Region                  | Auszeichnungen für Musikverkäufe (Land/Region, Auszeichnung, Verkäufe) | Verkäufe  |
| ---------------------------- | ---------------------------------------------------------------------- | --------- |
| Australien (ARIA)            | 3× Platin                                                              | 210.000   |
| Neuseeland (RMNZ)            | Gold                                                                   | 7.500     |
| Schweden (IFPI)              | Gold                                                                   | 20.000    |
| Vereinigte Staaten (RIAA)    | 3× Platin                                                              | 3.000.000 |
| Vereinigtes Königreich (BPI) | Silber                                                                 | 200.000   |
| Insgesamt                    | 1× Silber · 2× Gold · 6× Platin ·                                      | 3.437.500 |

### Teenage Dream(Katy Perry)
| Land/Region                  | Auszeichnungen für Musikverkäufe (Land/Region, Auszeichnung, Verkäufe) | Verkäufe  |
| ---------------------------- | ---------------------------------------------------------------------- | --------- |
| Australien (ARIA)            | 6× Platin                                                              | 420.000   |
| Dänemark (IFPI)              | Gold                                                                   | 15.000    |
| Deutschland (BVMI)           | Gold                                                                   | 150.000   |
| Italien (FIMI)               | Gold                                                                   | 15.000    |
| Kanada (MC)                  | 4× Platin (Single) · + Gold (Ringtone)                                 | 340.000   |
| Mexiko (AMPROFON)            | Gold                                                                   | 30.000    |
| Neuseeland (RMNZ)            | Platin                                                                 | 15.000    |
| Österreich (IFPI)            | Gold                                                                   | 15.000    |
| Schweden (IFPI)              | Gold                                                                   | 20.000    |
| Vereinigte Staaten (RIAA)    | 7× Platin                                                              | 7.000.000 |
| Vereinigtes Königreich (BPI) | Platin                                                                 | 600.000   |
| Insgesamt                    | 7× Gold · 19× Platin ·                                                 | 8.520.000 |

### Dynamite(Taio Cruz)
| Land/Region                  | Auszeichnungen für Musikverkäufe (Land/Region, Auszeichnung, Verkäufe) | Verkäufe  |
| ---------------------------- | ---------------------------------------------------------------------- | --------- |
| Australien (ARIA)            | 7× Platin                                                              | 490.000   |
| Belgien (BRMA)               | Gold                                                                   | 15.000    |
| Dänemark (IFPI)              | Gold                                                                   | 15.000    |
| Deutschland (BVMI)           | Platin                                                                 | 300.000   |
| Italien (FIMI)               | Gold                                                                   | 15.000    |
| Kanada (MC)                  | 5× Platin                                                              | 400.000   |
| Neuseeland (RMNZ)            | Platin                                                                 | 15.000    |
| Österreich (IFPI)            | Platin                                                                 | 30.000    |
| Schweden (IFPI)              | Platin                                                                 | 40.000    |
| Vereinigte Staaten (RIAA)    | 8× Platin                                                              | 8.000.000 |
| Vereinigtes Königreich (BPI) | Platin                                                                 | 600.000   |
| Insgesamt                    | 3× Gold · 25× Platin ·                                                 | 9.920.000 |

### We R Who We R(Kesha)
| Land/Region                  | Auszeichnungen für Musikverkäufe (Land/Region, Auszeichnung, Verkäufe) | Verkäufe  |
| ---------------------------- | ---------------------------------------------------------------------- | --------- |
| Australien (ARIA)            | 5× Platin                                                              | 350.000   |
| Italien (FIMI)               | Gold                                                                   | 15.000    |
| Mexiko (AMPROFON)            | Gold                                                                   | 30.000    |
| Neuseeland (RMNZ)            | Platin                                                                 | 15.000    |
| Schweden (IFPI)              | Platin                                                                 | 40.000    |
| Vereinigte Staaten (RIAA)    | 5× Platin                                                              | 5.000.000 |
| Vereinigtes Königreich (BPI) | Gold                                                                   | 400.000   |
| Insgesamt                    | 3× Gold · 12× Platin ·                                                 | 5.850.000 |

### Sleazy (Kesha)
| Land/Region               | Auszeichnungen für Musikverkäufe (Land/Region, Auszeichnung, Verkäufe) | Verkäufe |
| ------------------------- | ---------------------------------------------------------------------- | -------- |
| Vereinigte Staaten (RIAA) | Gold                                                                   | 500.000  |
| Insgesamt                 | 1× Gold ·                                                              | 500.000  |

### Teenage Dream (Glee Cast)
| Land/Region               | Auszeichnungen für Musikverkäufe (Land/Region, Auszeichnung, Verkäufe) | Verkäufe |
| ------------------------- | ---------------------------------------------------------------------- | -------- |
| Vereinigte Staaten (RIAA) | Gold                                                                   | 500.000  |
| Insgesamt                 | 1× Gold ·                                                              | 500.000  |

### Hold It Against Me(Britney Spears)
| Land/Region                  | Auszeichnungen für Musikverkäufe (Land/Region, Auszeichnung, Verkäufe) | Verkäufe |
| ---------------------------- | ---------------------------------------------------------------------- | -------- |
| Australien (ARIA)            | Platin                                                                 | 70.000   |
| Mexiko (AMPROFON)            | Gold                                                                   | 30.000   |
| Neuseeland (RMNZ)            | Gold                                                                   | 7.500    |
| Schweden (IFPI)              | 2× Platin                                                              | 80.000   |
| Vereinigtes Königreich (BPI) | Silber                                                                 | 200.000  |
| Insgesamt                    | 1× Silber · 2× Gold · 3× Platin ·                                      | 387.500  |

### Who Dat Girl(Flo Rida)
| Land/Region       | Auszeichnungen für Musikverkäufe (Land/Region, Auszeichnung, Verkäufe) | Verkäufe |
| ----------------- | ---------------------------------------------------------------------- | -------- |
| Australien (ARIA) | Platin                                                                 | 70.000   |
| Kanada (MC)       | Platin                                                                 | 80.000   |
| Insgesamt         | 2× Platin ·                                                            | 150.000  |

### Price Tag(Jessie J)
| Land/Region                  | Auszeichnungen für Musikverkäufe (Land/Region, Auszeichnung, Verkäufe) | Verkäufe  |
| ---------------------------- | ---------------------------------------------------------------------- | --------- |
| Australien (ARIA)            | 5× Platin                                                              | 350.000   |
| Belgien (BRMA)               | Gold                                                                   | 15.000    |
| Dänemark (IFPI)              | Gold                                                                   | 15.000    |
| Deutschland (BVMI)           | Platin                                                                 | 300.000   |
| Italien (FIMI)               | Platin                                                                 | 30.000    |
| Neuseeland (RMNZ)            | 2× Platin                                                              | 30.000    |
| Schweden (IFPI)              | 2× Platin                                                              | 80.000    |
| Schweiz (IFPI)               | Platin                                                                 | 30.000    |
| Vereinigte Staaten (RIAA)    | 4× Platin                                                              | 4.000.000 |
| Vereinigtes Königreich (BPI) | 2× Platin                                                              | 1.200.000 |
| Insgesamt                    | 2× Gold · 18× Platin ·                                                 | 6.050.000 |

### Blow(Kesha)
| Land/Region               | Auszeichnungen für Musikverkäufe (Land/Region, Auszeichnung, Verkäufe) | Verkäufe  |
| ------------------------- | ---------------------------------------------------------------------- | --------- |
| Australien (ARIA)         | 2× Platin                                                              | 140.000   |
| Neuseeland (RMNZ)         | Gold                                                                   | 7.500     |
| Vereinigte Staaten (RIAA) | 4× Platin                                                              | 4.000.000 |
| Insgesamt                 | 1× Gold · 6× Platin ·                                                  | 4.147.500 |

### E.T.(Katy Perry)
| Land/Region                  | Auszeichnungen für Musikverkäufe (Land/Region, Auszeichnung, Verkäufe) | Verkäufe  |
| ---------------------------- | ---------------------------------------------------------------------- | --------- |
| Australien (ARIA)            | 3× Platin                                                              | 210.000   |
| Dänemark (IFPI)              | Gold                                                                   | 15.000    |
| Deutschland (BVMI)           | Gold                                                                   | 150.000   |
| Italien (FIMI)               | Platin                                                                 | 30.000    |
| Kanada (MC)                  | 4× Platin                                                              | 320.000   |
| Mexiko (AMPROFON)            | Gold                                                                   | 30.000    |
| Neuseeland (RMNZ)            | Platin                                                                 | 15.000    |
| Österreich (IFPI)            | Gold                                                                   | 15.000    |
| Vereinigte Staaten (RIAA)    | 8× Platin                                                              | 8.000.000 |
| Vereinigtes Königreich (BPI) | Platin                                                                 | 600.000   |
| Insgesamt                    | 4× Gold · 18× Platin ·                                                 | 9.385.000 |

### Till the World Ends(Britney Spears)
| Land/Region                  | Auszeichnungen für Musikverkäufe (Land/Region, Auszeichnung, Verkäufe) | Verkäufe |
| ---------------------------- | ---------------------------------------------------------------------- | -------- |
| Australien (ARIA)            | 2× Platin                                                              | 140.000  |
| Belgien (BRMA)               | Gold                                                                   | 15.000   |
| Dänemark (IFPI)              | Gold                                                                   | 15.000   |
| Mexiko (AMPROFON)            | Gold                                                                   | 30.000   |
| Neuseeland (RMNZ)            | Gold                                                                   | 7.500    |
| Schweden (IFPI)              | 3× Platin                                                              | 120.000  |
| Schweiz (IFPI)               | Gold                                                                   | 15.000   |
| Vereinigtes Königreich (BPI) | Silber                                                                 | 200.000  |
| Insgesamt                    | 1× Silber · 5× Gold · 5× Platin ·                                      | 542.500  |

### Last Friday Night (T.G.I.F.)(Katy Perry)
| Land/Region                  | Auszeichnungen für Musikverkäufe (Land/Region, Auszeichnung, Verkäufe) | Verkäufe  |
| ---------------------------- | ---------------------------------------------------------------------- | --------- |
| Australien (ARIA)            | 5× Platin                                                              | 350.000   |
| Deutschland (BVMI)           | Gold                                                                   | 150.000   |
| Italien (FIMI)               | Platin                                                                 | 30.000    |
| Kanada (MC)                  | 4× Platin                                                              | 320.000   |
| Mexiko (AMPROFON)            | Gold                                                                   | 30.000    |
| Neuseeland (RMNZ)            | Platin                                                                 | 15.000    |
| Schweiz (IFPI)               | Gold                                                                   | 15.000    |
| Vereinigte Staaten (RIAA)    | 6× Platin                                                              | 6.000.000 |
| Vereinigtes Königreich (BPI) | Platin                                                                 | 600.000   |
| Insgesamt                    | 3× Gold · 18× Platin ·                                                 | 7.510.000 |

### Domino(Jessie J)
| Land/Region                  | Auszeichnungen für Musikverkäufe (Land/Region, Auszeichnung, Verkäufe) | Verkäufe  |
| ---------------------------- | ---------------------------------------------------------------------- | --------- |
| Australien (ARIA)            | 3× Platin                                                              | 210.000   |
| Deutschland (BVMI)           | Gold                                                                   | 150.000   |
| Italien (FIMI)               | Gold                                                                   | 15.000    |
| Neuseeland (RMNZ)            | Gold                                                                   | 7.500     |
| Schweden (IFPI)              | Platin                                                                 | 40.000    |
| Schweiz (IFPI)               | Gold                                                                   | 15.000    |
| Vereinigte Staaten (RIAA)    | Platin                                                                 | 1.000.000 |
| Vereinigtes Königreich (BPI) | Platin                                                                 | 600.000   |
| Insgesamt                    | 4× Gold · 6× Platin ·                                                  | 2.037.500 |

### Good Feeling(Flo Rida)
| Land/Region                  | Auszeichnungen für Musikverkäufe (Land/Region, Auszeichnung, Verkäufe) | Verkäufe  |
| ---------------------------- | ---------------------------------------------------------------------- | --------- |
| Australien (ARIA)            | 6× Platin                                                              | 420.000   |
| Belgien (BRMA)               | Gold                                                                   | 15.000    |
| Dänemark (IFPI)              | Gold                                                                   | 15.000    |
| Deutschland (BVMI)           | Platin                                                                 | 300.000   |
| Italien (FIMI)               | Gold                                                                   | 15.000    |
| Kanada (MC)                  | 5× Platin                                                              | 400.000   |
| Mexiko (AMPROFON)            | 3× Gold                                                                | 90.000    |
| Neuseeland (RMNZ)            | 2× Platin                                                              | 30.000    |
| Österreich (IFPI)            | Platin                                                                 | 30.000    |
| Schweden (IFPI)              | 4× Platin                                                              | 160.000   |
| Schweiz (IFPI)               | 2× Platin                                                              | 60.000    |
| Vereinigte Staaten (RIAA)    | 4× Platin                                                              | 4.000.000 |
| Vereinigtes Königreich (BPI) | Platin                                                                 | 600.000   |
| Insgesamt                    | 4× Gold · 27× Platin ·                                                 | 6.135.000 |

### Strange Clouds (B.o.B)
| Land/Region               | Auszeichnungen für Musikverkäufe (Land/Region, Auszeichnung, Verkäufe) | Verkäufe  |
| ------------------------- | ---------------------------------------------------------------------- | --------- |
| Kanada (MC)               | Gold                                                                   | 40.000    |
| Vereinigte Staaten (RIAA) | 2× Platin                                                              | 2.000.000 |
| Insgesamt                 | 1× Gold · 2× Platin ·                                                  | 2.040.000 |

### Hangover(Taio Cruz)
| Land/Region        | Auszeichnungen für Musikverkäufe (Land/Region, Auszeichnung, Verkäufe) | Verkäufe  |
| ------------------ | ---------------------------------------------------------------------- | --------- |
| Australien (ARIA)  | 4× Platin                                                              | 280.000   |
| Belgien (BRMA)     | Gold                                                                   | 15.000    |
| Dänemark (IFPI)    | Gold                                                                   | 15.000    |
| Deutschland (BVMI) | 2× Platin                                                              | 600.000   |
| Italien (FIMI)     | Gold                                                                   | 15.000    |
| Neuseeland (RMNZ)  | Gold                                                                   | 7.500     |
| Österreich (IFPI)  | 2× Platin                                                              | 60.000    |
| Schweden (IFPI)    | 2× Platin                                                              | 80.000    |
| Schweiz (IFPI)     | 3× Platin                                                              | 90.000    |
| Insgesamt          | 3× Gold · 13× Platin ·                                                 | 1.162.500 |

### The One That Got Away(Katy Perry)
| Land/Region                  | Auszeichnungen für Musikverkäufe (Land/Region, Auszeichnung, Verkäufe) | Verkäufe  |
| ---------------------------- | ---------------------------------------------------------------------- | --------- |
| Australien (ARIA)            | Platin                                                                 | 70.000    |
| Italien (FIMI)               | Gold                                                                   | 15.000    |
| Kanada (MC)                  | Platin                                                                 | 80.000    |
| Mexiko (AMPROFON)            | Gold                                                                   | 30.000    |
| Neuseeland (RMNZ)            | Gold                                                                   | 7.500     |
| Vereinigte Staaten (RIAA)    | 4× Platin                                                              | 4.000.000 |
| Vereinigtes Königreich (BPI) | Platin                                                                 | 600.000   |
| Insgesamt                    | 3× Gold · 7× Platin ·                                                  | 4.802.500 |

### You da One(Rihanna)
| Land/Region                  | Auszeichnungen für Musikverkäufe (Land/Region, Auszeichnung, Verkäufe) | Verkäufe  |
| ---------------------------- | ---------------------------------------------------------------------- | --------- |
| Australien (ARIA)            | Platin                                                                 | 70.000    |
| Neuseeland (RMNZ)            | Gold                                                                   | 7.500     |
| Schweden (IFPI)              | Gold                                                                   | 20.000    |
| Vereinigte Staaten (RIAA)    | 2× Platin                                                              | 2.000.000 |
| Vereinigtes Königreich (BPI) | Silber                                                                 | 200.000   |
| Insgesamt                    | 1× Silber · 2× Gold · 3× Platin ·                                      | 2.297.500 |

### Turn All the Lights On (T-Pain)
| Land/Region       | Auszeichnungen für Musikverkäufe (Land/Region, Auszeichnung, Verkäufe) | Verkäufe |
| ----------------- | ---------------------------------------------------------------------- | -------- |
| Australien (ARIA) | 2× Platin                                                              | 140.000  |
| Neuseeland (RMNZ) | Platin                                                                 | 15.000   |
| Insgesamt         | 3× Platin ·                                                            | 155.000  |

### Part of Me(Katy Perry)
| Land/Region                  | Auszeichnungen für Musikverkäufe (Land/Region, Auszeichnung, Verkäufe) | Verkäufe  |
| ---------------------------- | ---------------------------------------------------------------------- | --------- |
| Australien (ARIA)            | 3× Platin                                                              | 210.000   |
| Italien (FIMI)               | Gold                                                                   | 15.000    |
| Kanada (MC)                  | 3× Platin                                                              | 240.000   |
| Mexiko (AMPROFON)            | Gold                                                                   | 30.000    |
| Neuseeland (RMNZ)            | Platin                                                                 | 15.000    |
| Vereinigte Staaten (RIAA)    | 4× Platin                                                              | 4.000.000 |
| Vereinigtes Königreich (BPI) | Gold                                                                   | 400.000   |
| Insgesamt                    | 3× Gold · 11× Platin ·                                                 | 4.910.000 |

### Primadonna (Marina and the Diamonds)
| Land/Region                  | Auszeichnungen für Musikverkäufe (Land/Region, Auszeichnung, Verkäufe) | Verkäufe |
| ---------------------------- | ---------------------------------------------------------------------- | -------- |
| Australien (ARIA)            | Platin                                                                 | 70.000   |
| Dänemark (IFPI)              | Platin                                                                 | 30.000   |
| Neuseeland (RMNZ)            | Platin                                                                 | 15.000   |
| Österreich (IFPI)            | Gold                                                                   | 15.000   |
| Vereinigte Staaten (RIAA)    | Gold                                                                   | 500.000  |
| Vereinigtes Königreich (BPI) | Silber                                                                 | 200.000  |
| Insgesamt                    | 1× Silber · 2× Gold · 3× Platin ·                                      | 830.000  |

### Where Have You Been (Rihanna)
| Land/Region                  | Auszeichnungen für Musikverkäufe (Land/Region, Auszeichnung, Verkäufe) | Verkäufe  |
| ---------------------------- | ---------------------------------------------------------------------- | --------- |
| Australien (ARIA)            | 3× Platin                                                              | 210.000   |
| Belgien (BRMA)               | Gold                                                                   | 15.000    |
| Dänemark (IFPI)              | Gold                                                                   | 15.000    |
| Deutschland (BVMI)           | Gold                                                                   | 150.000   |
| Italien (FIMI)               | Platin                                                                 | 30.000    |
| Neuseeland (RMNZ)            | Platin                                                                 | 15.000    |
| Schweden (IFPI)              | 2× Platin                                                              | 80.000    |
| Vereinigte Staaten (RIAA)    | 4× Platin                                                              | 4.000.000 |
| Vereinigtes Königreich (BPI) | Platin                                                                 | 600.000   |
| Insgesamt                    | 3× Gold · 12× Platin ·                                                 | 5.115.000 |

### Wide Awake (Katy Perry)
| Land/Region                  | Auszeichnungen für Musikverkäufe (Land/Region, Auszeichnung, Verkäufe) | Verkäufe  |
| ---------------------------- | ---------------------------------------------------------------------- | --------- |
| Australien (ARIA)            | 6× Platin                                                              | 420.000   |
| Italien (FIMI)               | Platin                                                                 | 30.000    |
| Kanada (MC)                  | 2× Platin                                                              | 160.000   |
| Mexiko (AMPROFON)            | Gold                                                                   | 30.000    |
| Neuseeland (RMNZ)            | Platin                                                                 | 15.000    |
| Vereinigte Staaten (RIAA)    | 5× Platin                                                              | 5.000.000 |
| Vereinigtes Königreich (BPI) | Gold                                                                   | 400.000   |
| Insgesamt                    | 2× Gold · 15× Platin ·                                                 | 6.055.000 |

### Both of Us(B.o.B)
| Land/Region               | Auszeichnungen für Musikverkäufe (Land/Region, Auszeichnung, Verkäufe) | Verkäufe  |
| ------------------------- | ---------------------------------------------------------------------- | --------- |
| Australien (ARIA)         | Platin                                                                 | 70.000    |
| Neuseeland (RMNZ)         | Gold                                                                   | 7.500     |
| Vereinigte Staaten (RIAA) | Platin                                                                 | 1.000.000 |
| Insgesamt                 | 1× Gold · 2× Platin ·                                                  | 1.077.500 |

### Va Va Voom (Nicki Minaj)
| Land/Region                  | Auszeichnungen für Musikverkäufe (Land/Region, Auszeichnung, Verkäufe) | Verkäufe |
| ---------------------------- | ---------------------------------------------------------------------- | -------- |
| Australien (ARIA)            | Platin                                                                 | 70.000   |
| Vereinigtes Königreich (BPI) | Silber                                                                 | 200.000  |
| Insgesamt                    | 1× Silber · 1× Platin ·                                                | 270.000  |

### Die Young(Kesha)
| Land/Region                  | Auszeichnungen für Musikverkäufe (Land/Region, Auszeichnung, Verkäufe) | Verkäufe  |
| ---------------------------- | ---------------------------------------------------------------------- | --------- |
| Australien (ARIA)            | 4× Platin                                                              | 280.000   |
| Deutschland (BVMI)           | Gold                                                                   | 150.000   |
| Italien (FIMI)               | Platin                                                                 | 30.000    |
| Kanada (MC)                  | Platin                                                                 | 80.000    |
| Mexiko (AMPROFON)            | Platin                                                                 | 60.000    |
| Neuseeland (RMNZ)            | Platin                                                                 | 15.000    |
| Schweden (IFPI)              | Platin                                                                 | 40.000    |
| Vereinigte Staaten (RIAA)    | 4× Platin                                                              | 4.000.000 |
| Vereinigtes Königreich (BPI) | Gold                                                                   | 400.000   |
| Insgesamt                    | 2× Gold · 13× Platin ·                                                 | 5.055.000 |

### Oath (Cher Lloyd)
| Land/Region               | Auszeichnungen für Musikverkäufe (Land/Region, Auszeichnung, Verkäufe) | Verkäufe |
| ------------------------- | ---------------------------------------------------------------------- | -------- |
| Neuseeland (RMNZ)         | Gold                                                                   | 7.500    |
| Vereinigte Staaten (RIAA) | Gold                                                                   | 500.000  |
| Insgesamt                 | 2× Gold ·                                                              | 507.500  |

### C’Mon (Kesha)
| Land/Region               | Auszeichnungen für Musikverkäufe (Land/Region, Auszeichnung, Verkäufe) | Verkäufe  |
| ------------------------- | ---------------------------------------------------------------------- | --------- |
| Australien (ARIA)         | Platin                                                                 | 70.000    |
| Vereinigte Staaten (RIAA) | Platin                                                                 | 1.000.000 |
| Insgesamt                 | 2× Platin ·                                                            | 1.070.000 |

### Bellas Finals: Price Tag / Don’t You (Forget About Me) / Give Me Everything / Just The Way You Are / Party In The U.S.A. / Turn The Beat Around (The Barden Bellas)
| Land/Region               | Auszeichnungen für Musikverkäufe (Land/Region, Auszeichnung, Verkäufe) | Verkäufe |
| ------------------------- | ---------------------------------------------------------------------- | -------- |
| Vereinigte Staaten (RIAA) | Gold                                                                   | 500.000  |
| Insgesamt                 | 1× Gold ·                                                              | 500.000  |

### How to Be a Heartbreaker (Marina and the Diamonds)
| Land/Region               | Auszeichnungen für Musikverkäufe (Land/Region, Auszeichnung, Verkäufe) | Verkäufe |
| ------------------------- | ---------------------------------------------------------------------- | -------- |
| Vereinigte Staaten (RIAA) | Gold                                                                   | 500.000  |
| Insgesamt                 | 1× Gold ·                                                              | 500.000  |

### Fall Down (will.i.am)
| Land/Region       | Auszeichnungen für Musikverkäufe (Land/Region, Auszeichnung, Verkäufe) | Verkäufe |
| ----------------- | ---------------------------------------------------------------------- | -------- |
| Australien (ARIA) | Platin                                                                 | 70.000   |
| Neuseeland (RMNZ) | Gold                                                                   | 7.500    |
| Schweden (IFPI)   | Gold                                                                   | 20.000   |
| Insgesamt         | 2× Gold · 1× Platin ·                                                  | 97.500   |

### Crazy Kids (Kesha)
| Land/Region               | Auszeichnungen für Musikverkäufe (Land/Region, Auszeichnung, Verkäufe) | Verkäufe  |
| ------------------------- | ---------------------------------------------------------------------- | --------- |
| Australien (ARIA)         | Platin                                                                 | 70.000    |
| Vereinigte Staaten (RIAA) | Platin                                                                 | 1.000.000 |
| Insgesamt                 | 2× Platin ·                                                            | 1.070.000 |

### Walks Like Rihanna (The Wanted)
| Land/Region                  | Auszeichnungen für Musikverkäufe (Land/Region, Auszeichnung, Verkäufe) | Verkäufe |
| ---------------------------- | ---------------------------------------------------------------------- | -------- |
| Vereinigtes Königreich (BPI) | Silber                                                                 | 200.000  |
| Insgesamt                    | 1× Silber ·                                                            | 200.000  |

### Bounce It (Juicy J)
| Land/Region               | Auszeichnungen für Musikverkäufe (Land/Region, Auszeichnung, Verkäufe) | Verkäufe |
| ------------------------- | ---------------------------------------------------------------------- | -------- |
| Vereinigte Staaten (RIAA) | Gold                                                                   | 500.000  |
| Insgesamt                 | 1× Gold ·                                                              | 500.000  |

### Give It 2 U (Robin Thicke)
| Land/Region       | Auszeichnungen für Musikverkäufe (Land/Region, Auszeichnung, Verkäufe) | Verkäufe |
| ----------------- | ---------------------------------------------------------------------- | -------- |
| Australien (ARIA) | Gold                                                                   | 35.000   |
| Insgesamt         | 1× Gold ·                                                              | 35.000   |

### Roar(Katy Perry)
| Land/Region                  | Auszeichnungen für Musikverkäufe (Land/Region, Auszeichnung, Verkäufe) | Verkäufe   |
| ---------------------------- | ---------------------------------------------------------------------- | ---------- |
| Australien (ARIA)            | 10× Platin                                                             | 700.000    |
| Belgien (BRMA)               | Gold                                                                   | 15.000     |
| Dänemark (IFPI)              | Gold                                                                   | 15.000     |
| Deutschland (BVMI)           | 3× Gold                                                                | 450.000    |
| Italien (FIMI)               | 2× Platin                                                              | 60.000     |
| Kanada (MC)                  | 9× Platin                                                              | 720.000    |
| Mexiko (AMPROFON)            | 5× Gold                                                                | 150.000    |
| Neuseeland (RMNZ)            | 4× Platin                                                              | 60.000     |
| Norwegen (IFPI)              | 3× Platin                                                              | 30.000     |
| Österreich (IFPI)            | Platin                                                                 | 30.000     |
| Schweden (IFPI)              | 4× Platin                                                              | 160.000    |
| Vereinigte Staaten (RIAA)    | Diamant                                                                | 10.000.000 |
| Vereinigtes Königreich (BPI) | 3× Platin                                                              | 1.800.000  |
| Insgesamt                    | 4× Gold · 39× Platin · 1× Diamant ·                                    | 14.190.000 |

### Wrecking Ball(Miley Cyrus)
| Land/Region                  | Auszeichnungen für Musikverkäufe (Land/Region, Auszeichnung, Verkäufe) | Verkäufe  |
| ---------------------------- | ---------------------------------------------------------------------- | --------- |
| Australien (ARIA)            | 6× Platin                                                              | 420.000   |
| Belgien (BRMA)               | Gold                                                                   | 15.000    |
| Dänemark (IFPI)              | Gold                                                                   | 15.000    |
| Deutschland (BVMI)           | Platin                                                                 | 300.000   |
| Italien (FIMI)               | 2× Platin                                                              | 60.000    |
| Kanada (MC)                  | 4× Platin                                                              | 320.000   |
| Mexiko (AMPROFON)            | 3× Gold                                                                | 90.000    |
| Neuseeland (RMNZ)            | Platin                                                                 | 15.000    |
| Niederlande (NVPI)           | Platin                                                                 | 30.000    |
| Norwegen (IFPI)              | 11× Platin                                                             | 110.000   |
| Österreich (IFPI)            | Gold                                                                   | 15.000    |
| Schweden (IFPI)              | 3× Platin                                                              | 120.000   |
| Schweiz (IFPI)               | Platin                                                                 | 30.000    |
| Vereinigte Staaten (RIAA)    | 5× Platin                                                              | 5.000.000 |
| Vereinigtes Königreich (BPI) | Platin                                                                 | 600.000   |
| Insgesamt                    | 4× Gold · 37× Platin ·                                                 | 7.140.000 |

### Timber(Pitbullfeat. Kesha)
| Land/Region                  | Auszeichnungen für Musikverkäufe (Land/Region, Auszeichnung, Verkäufe) | Verkäufe  |
| ---------------------------- | ---------------------------------------------------------------------- | --------- |
| Australien (ARIA)            | 7× Platin                                                              | 490.000   |
| Belgien (BRMA)               | Gold                                                                   | 15.000    |
| Dänemark (IFPI)              | Gold                                                                   | 15.000    |
| Deutschland (BVMI)           | Diamant                                                                | 1.000.000 |
| Frankreich (SNEP)            | Gold                                                                   | 75.000    |
| Italien (FIMI)               | 3× Platin                                                              | 90.000    |
| Japan (RIAJ)                 | Gold                                                                   | 100.000   |
| Kanada (MC)                  | 7× Platin                                                              | 560.000   |
| Mexiko (AMPROFON)            | 2× Platin                                                              | 120.000   |
| Neuseeland (RMNZ)            | 2× Platin                                                              | 30.000    |
| Norwegen (IFPI)              | 15× Platin                                                             | 150.000   |
| Österreich (IFPI)            | Platin                                                                 | 30.000    |
| Schweden (IFPI)              | Platin                                                                 | 40.000    |
| Schweiz (IFPI)               | Platin                                                                 | 30.000    |
| Vereinigte Staaten (RIAA)    | 6× Platin                                                              | 6.000.000 |
| Vereinigtes Königreich (BPI) | 2× Platin                                                              | 1.200.000 |
| Insgesamt                    | 4× Gold · 47× Platin · 1× Diamant ·                                    | 9.945.000 |

### Unconditionally(Katy Perry)
| Land/Region                  | Auszeichnungen für Musikverkäufe (Land/Region, Auszeichnung, Verkäufe) | Verkäufe  |
| ---------------------------- | ---------------------------------------------------------------------- | --------- |
| Australien (ARIA)            | Platin                                                                 | 70.000    |
| Deutschland (BVMI)           | Gold                                                                   | 150.000   |
| Italien (FIMI)               | Platin                                                                 | 30.000    |
| Kanada (MC)                  | Platin                                                                 | 80.000    |
| Norwegen (IFPI)              | Gold                                                                   | 5.000     |
| Schweden (IFPI)              | Gold                                                                   | 20.000    |
| Vereinigte Staaten (RIAA)    | 2× Platin                                                              | 2.000.000 |
| Vereinigtes Königreich (BPI) | Silber                                                                 | 200.000   |
| Insgesamt                    | 1× Silber · 3× Gold · 5× Platin ·                                      | 2.555.000 |

### Dark Horse(Katy Perry)
| Land/Region                  | Auszeichnungen für Musikverkäufe (Land/Region, Auszeichnung, Verkäufe) | Verkäufe   |
| ---------------------------- | ---------------------------------------------------------------------- | ---------- |
| Australien (ARIA)            | 8× Platin                                                              | 560.000    |
| Belgien (BRMA)               | Gold                                                                   | 15.000     |
| Deutschland (BVMI)           | 3× Gold                                                                | 450.000    |
| Italien (FIMI)               | 3× Platin                                                              | 90.000     |
| Kanada (MC)                  | 7× Platin                                                              | 560.000    |
| Mexiko (AMPROFON)            | 2× Platin                                                              | 120.000    |
| Neuseeland (RMNZ)            | 2× Platin                                                              | 30.000     |
| Norwegen (IFPI)              | 3× Platin                                                              | 30.000     |
| Schweden (IFPI)              | 4× Platin                                                              | 160.000    |
| Spanien (Promusicae)         | Platin                                                                 | 40.000     |
| Vereinigte Staaten (RIAA)    | 11× Platin                                                             | 11.000.000 |
| Vereinigtes Königreich (BPI) | Platin                                                                 | 600.000    |
| Insgesamt                    | 2× Gold · 33× Platin · 1× Diamant ·                                    | 13.655.000 |

### Wild Wild Love(Pitbull)
| Land/Region       | Auszeichnungen für Musikverkäufe (Land/Region, Auszeichnung, Verkäufe) | Verkäufe |
| ----------------- | ---------------------------------------------------------------------- | -------- |
| Australien (ARIA) | Platin                                                                 | 70.000   |
| Kanada (MC)       | Platin                                                                 | 80.000   |
| Insgesamt         | 2× Platin ·                                                            | 150.000  |

### Dare (La La La) (Shakira)
| Land/Region               | Auszeichnungen für Musikverkäufe (Land/Region, Auszeichnung, Verkäufe) | Verkäufe |
| ------------------------- | ---------------------------------------------------------------------- | -------- |
| Deutschland (BVMI)        | Gold                                                                   | 150.000  |
| Italien (FIMI)            | Platin                                                                 | 30.000   |
| Mexiko (AMPROFON)         | Gold                                                                   | 30.000   |
| Schweiz (IFPI)            | Gold                                                                   | 15.000   |
| Vereinigte Staaten (RIAA) | Gold                                                                   | 500.000  |
| Insgesamt                 | 4× Gold · 1× Platin ·                                                  | 695.000  |

### We Are One (Ole Ola)(Pitbull)
| Land/Region        | Auszeichnungen für Musikverkäufe (Land/Region, Auszeichnung, Verkäufe) | Verkäufe |
| ------------------ | ---------------------------------------------------------------------- | -------- |
| Deutschland (BVMI) | Gold                                                                   | 200.000  |
| Italien (FIMI)     | Platin                                                                 | 30.000   |
| Mexiko (AMPROFON)  | Gold                                                                   | 30.000   |
| Schweiz (IFPI)     | Gold                                                                   | 15.000   |
| Insgesamt          | 3× Gold · 1× Platin ·                                                  | 275.000  |

### Birthday (Katy Perry)
| Land/Region                  | Auszeichnungen für Musikverkäufe (Land/Region, Auszeichnung, Verkäufe) | Verkäufe  |
| ---------------------------- | ---------------------------------------------------------------------- | --------- |
| Australien (ARIA)            | Platin                                                                 | 70.000    |
| Italien (FIMI)               | Gold                                                                   | 15.000    |
| Kanada (MC)                  | Platin                                                                 | 80.000    |
| Vereinigte Staaten (RIAA)    | Platin                                                                 | 1.000.000 |
| Vereinigtes Königreich (BPI) | Silber                                                                 | 200.000   |
| Insgesamt                    | 1× Silber · 1× Gold · 3× Platin ·                                      | 1.365.000 |

### Shower (Becky G)
| Land/Region                  | Auszeichnungen für Musikverkäufe (Land/Region, Auszeichnung, Verkäufe) | Verkäufe  |
| ---------------------------- | ---------------------------------------------------------------------- | --------- |
| Australien (ARIA)            | 2× Platin                                                              | 140.000   |
| Italien (FIMI)               | Gold                                                                   | 25.000    |
| Kanada (MC)                  | Platin                                                                 | 80.000    |
| Niederlande (NVPI)           | Platin                                                                 | 30.000    |
| Norwegen (IFPI)              | 2× Platin                                                              | 20.000    |
| Schweden (IFPI)              | 2× Platin                                                              | 80.000    |
| Spanien (Promusicae)         | Gold                                                                   | 20.000    |
| Vereinigte Staaten (RIAA)    | 2× Platin                                                              | 2.000.000 |
| Vereinigtes Königreich (BPI) | Silber                                                                 | 200.000   |
| Insgesamt                    | 1× Silber · 2× Gold · 10× Platin ·                                     | 2.595.000 |

### Pills n Potions (Nicki Minaj)
| Land/Region                  | Auszeichnungen für Musikverkäufe (Land/Region, Auszeichnung, Verkäufe) | Verkäufe |
| ---------------------------- | ---------------------------------------------------------------------- | -------- |
| Australien (ARIA)            | Platin                                                                 | 70.000   |
| Vereinigtes Königreich (BPI) | Silber                                                                 | 200.000  |
| Insgesamt                    | 1× Silber · 1× Platin ·                                                | 270.000  |

### Ugly Heart (G.R.L.)
| Land/Region                  | Auszeichnungen für Musikverkäufe (Land/Region, Auszeichnung, Verkäufe) | Verkäufe |
| ---------------------------- | ---------------------------------------------------------------------- | -------- |
| Australien (ARIA)            | 4× Platin                                                              | 280.000  |
| Neuseeland (RMNZ)            | Platin                                                                 | 15.000   |
| Vereinigtes Königreich (BPI) | Platin                                                                 | 600.000  |
| Insgesamt                    | 6× Platin ·                                                            | 895.000  |

### She Knows (Ne-Yo)
| Land/Region               | Auszeichnungen für Musikverkäufe (Land/Region, Auszeichnung, Verkäufe) | Verkäufe  |
| ------------------------- | ---------------------------------------------------------------------- | --------- |
| Vereinigte Staaten (RIAA) | Platin                                                                 | 1.000.000 |
| Insgesamt                 | 1× Platin ·                                                            | 1.000.000 |

### Take Ü There (Jack Ü)
| Land/Region               | Auszeichnungen für Musikverkäufe (Land/Region, Auszeichnung, Verkäufe) | Verkäufe |
| ------------------------- | ---------------------------------------------------------------------- | -------- |
| Vereinigte Staaten (RIAA) | Gold                                                                   | 500.000  |
| Insgesamt                 | 1× Gold ·                                                              | 500.000  |

### Only (Nicki Minaj)
| Land/Region                  | Auszeichnungen für Musikverkäufe (Land/Region, Auszeichnung, Verkäufe) | Verkäufe  |
| ---------------------------- | ---------------------------------------------------------------------- | --------- |
| Vereinigte Staaten (RIAA)    | 3× Platin                                                              | 3.000.000 |
| Vereinigtes Königreich (BPI) | Silber                                                                 | 200.000   |
| Insgesamt                    | 1× Silber · 3× Platin ·                                                | 3.200.000 |

### Time of Our Lives(Pitbull & Ne-Yo)
| Land/Region                  | Auszeichnungen für Musikverkäufe (Land/Region, Auszeichnung, Verkäufe) | Verkäufe |
| ---------------------------- | ---------------------------------------------------------------------- | -------- |
| Australien (ARIA)            | 2× Platin                                                              | 140.000  |
| Dänemark (IFPI)              | Platin                                                                 | 60.000   |
| Italien (FIMI)               | Platin                                                                 | 50.000   |
| Neuseeland (RMNZ)            | Platin                                                                 | 15.000   |
| Schweden (IFPI)              | Platin                                                                 | 40.000   |
| Spanien (Promusicae)         | Platin                                                                 | 40.000   |
| Vereinigtes Königreich (BPI) | Gold                                                                   | 400.000  |
| Insgesamt                    | 1× Gold · 7× Platin ·                                                  | 745.000  |

### I Don’t Mind (Usher)
| Land/Region                  | Auszeichnungen für Musikverkäufe (Land/Region, Auszeichnung, Verkäufe) | Verkäufe  |
| ---------------------------- | ---------------------------------------------------------------------- | --------- |
| Australien (ARIA)            | Platin                                                                 | 70.000    |
| Dänemark (IFPI)              | Gold                                                                   | 30.000    |
| Vereinigte Staaten (RIAA)    | 2× Platin                                                              | 2.000.000 |
| Vereinigtes Königreich (BPI) | Gold                                                                   | 400.000   |
| Insgesamt                    | 2× Gold · 3× Platin ·                                                  | 2.500.000 |

### Sugar (Maroon 5)
| Land/Region                  | Auszeichnungen für Musikverkäufe (Land/Region, Auszeichnung, Verkäufe) | Verkäufe   |
| ---------------------------- | ---------------------------------------------------------------------- | ---------- |
| Australien (ARIA)            | 3× Platin                                                              | 210.000    |
| Belgien (BRMA)               | Gold                                                                   | 15.000     |
| Dänemark (IFPI)              | 2× Platin                                                              | 120.000    |
| Deutschland (BVMI)           | Gold                                                                   | 200.000    |
| Frankreich (SNEP)            | Gold                                                                   | 75.000     |
| Italien (FIMI)               | 3× Platin                                                              | 150.000    |
| Japan (RIAJ)                 | Platin                                                                 | 250.000    |
| Kanada (MC)                  | Platin                                                                 | 80.000     |
| Mexiko (AMPROFON)            | Diamant · + 5× Gold                                                    | 450.000    |
| Neuseeland (RMNZ)            | 2× Platin                                                              | 30.000     |
| Polen (ZPAV)                 | 3× Platin                                                              | 60.000     |
| Schweden (IFPI)              | 2× Platin                                                              | 80.000     |
| Spanien (Promusicae)         | Platin                                                                 | 40.000     |
| Vereinigte Staaten (RIAA)    | 8× Platin                                                              | 8.000.000  |
| Vereinigtes Königreich (BPI) | 2× Platin                                                              | 1.200.000  |
| Insgesamt                    | 4× Gold · 30× Platin · 1× Diamant ·                                    | 10.960.000 |

### Lighthouse (G.R.L.)
| Land/Region       | Auszeichnungen für Musikverkäufe (Land/Region, Auszeichnung, Verkäufe) | Verkäufe |
| ----------------- | ---------------------------------------------------------------------- | -------- |
| Neuseeland (RMNZ) | Gold                                                                   | 7.500    |
| Insgesamt         | 1× Gold ·                                                              | 7.500    |

### The Night Is Still Young (Nicki Minaj)
| Land/Region               | Auszeichnungen für Musikverkäufe (Land/Region, Auszeichnung, Verkäufe) | Verkäufe  |
| ------------------------- | ---------------------------------------------------------------------- | --------- |
| Schweden (IFPI)           | Gold                                                                   | 20.000    |
| Vereinigte Staaten (RIAA) | Platin                                                                 | 1.000.000 |
| Insgesamt                 | 1× Gold · 1× Platin ·                                                  | 1.020.000 |

### Locked Away (R. City)
| Land/Region                  | Auszeichnungen für Musikverkäufe (Land/Region, Auszeichnung, Verkäufe) | Verkäufe  |
| ---------------------------- | ---------------------------------------------------------------------- | --------- |
| Australien (ARIA)            | 3× Platin                                                              | 210.000   |
| Belgien (BRMA)               | Platin                                                                 | 30.000    |
| Dänemark (IFPI)              | Platin                                                                 | 60.000    |
| Deutschland (BVMI)           | Gold                                                                   | 200.000   |
| Italien (FIMI)               | 4× Platin                                                              | 200.000   |
| Kanada (MC)                  | 2× Platin                                                              | 160.000   |
| Mexiko (AMPROFON)            | Gold                                                                   | 30.000    |
| Neuseeland (RMNZ)            | Platin                                                                 | 15.000    |
| Norwegen (IFPI)              | Platin                                                                 | 10.000    |
| Österreich (IFPI)            | Gold                                                                   | 15.000    |
| Polen (ZPAV)                 | 4× Platin                                                              | 80.000    |
| Schweden (IFPI)              | 3× Platin                                                              | 120.000   |
| Spanien (Promusicae)         | Platin                                                                 | 40.000    |
| Vereinigte Staaten (RIAA)    | Platin                                                                 | 1.000.000 |
| Vereinigtes Königreich (BPI) | Platin                                                                 | 600.000   |
| Insgesamt                    | 3× Gold · 23× Platin ·                                                 | 2.770.000 |

### Whip It! (Lunchmoney Lewis)
| Land/Region       | Auszeichnungen für Musikverkäufe (Land/Region, Auszeichnung, Verkäufe) | Verkäufe |
| ----------------- | ---------------------------------------------------------------------- | -------- |
| Australien (ARIA) | 2× Platin                                                              | 140.000  |
| Insgesamt         | 2× Platin ·                                                            | 140.000  |

### Ain’t Your Mama(Jennifer Lopez)
| Land/Region               | Auszeichnungen für Musikverkäufe (Land/Region, Auszeichnung, Verkäufe) | Verkäufe  |
| ------------------------- | ---------------------------------------------------------------------- | --------- |
| Dänemark (IFPI)           | Platin                                                                 | 90.000    |
| Deutschland (BVMI)        | Platin                                                                 | 400.000   |
| Frankreich (SNEP)         | Diamant                                                                | 250.000   |
| Italien (FIMI)            | 2× Platin                                                              | 100.000   |
| Mexiko (AMPROFON)         | Platin                                                                 | 60.000    |
| Österreich (IFPI)         | Gold                                                                   | 15.000    |
| Polen (ZPAV)              | Diamant                                                                | 100.000   |
| Spanien (Promusicae)      | 3× Platin                                                              | 120.000   |
| Vereinigte Staaten (RIAA) | Gold                                                                   | 500.000   |
| Insgesamt                 | 2× Gold · 8× Platin · 2× Diamant ·                                     | 1.625.000 |

### Greenlight (Pitbull)
| Land/Region | Auszeichnungen für Musikverkäufe (Land/Region, Auszeichnung, Verkäufe) | Verkäufe |
| ----------- | ---------------------------------------------------------------------- | -------- |
| Kanada (MC) | Gold                                                                   | 40.000   |
| Insgesamt   | 1× Gold ·                                                              | 40.000   |

### All Night (Big Boi)
| Land/Region               | Auszeichnungen für Musikverkäufe (Land/Region, Auszeichnung, Verkäufe) | Verkäufe |
| ------------------------- | ---------------------------------------------------------------------- | -------- |
| Frankreich (SNEP)         | Gold                                                                   | 75.000   |
| Vereinigte Staaten (RIAA) | Gold                                                                   | 500.000  |
| Insgesamt                 | 2× Gold ·                                                              | 575.000  |

### Say So(Doja Cat)
| Land/Region                  | Auszeichnungen für Musikverkäufe (Land/Region, Auszeichnung, Verkäufe) | Verkäufe  |
| ---------------------------- | ---------------------------------------------------------------------- | --------- |
| Australien (ARIA)            | Gold                                                                   | 35.000    |
| Mexiko (AMPROFON)            | Gold                                                                   | 30.000    |
| Neuseeland (RMNZ)            | Platin                                                                 | 30.000    |
| Vereinigte Staaten (RIAA)    | Platin                                                                 | 1.000.000 |
| Vereinigtes Königreich (BPI) | Gold                                                                   | 400.000   |
| Insgesamt                    | 3× Gold · 2× Platin ·                                                  | 1.495.000 |

## Auszeichnungen nach Musikstreamings

### Price Tag (Jessie J)
| Land/Region     | Auszeichnungen für Musikverkäufe (Land/Region, Auszeichnung, Verkäufe) | Verkäufe |
| --------------- | ---------------------------------------------------------------------- | -------- |
| Dänemark (IFPI) | Gold                                                                   | 50.000   |
| Insgesamt       | 1× Gold ·                                                              | 50.000   |

### Till the World Ends (Britney Spears)
| Land/Region     | Auszeichnungen für Musikverkäufe (Land/Region, Auszeichnung, Verkäufe) | Verkäufe |
| --------------- | ---------------------------------------------------------------------- | -------- |
| Dänemark (IFPI) | Gold                                                                   | 450.000  |
| Insgesamt       | 1× Gold ·                                                              | 450.000  |

### Last Friday Night (T.G.I.F.) (Katy Perry)
| Land/Region     | Auszeichnungen für Musikverkäufe (Land/Region, Auszeichnung, Verkäufe) | Verkäufe |
| --------------- | ---------------------------------------------------------------------- | -------- |
| Dänemark (IFPI) | Gold                                                                   | 450.000  |
| Insgesamt       | 1× Gold ·                                                              | 450.000  |

### Domino (Jessie J)
| Land/Region     | Auszeichnungen für Musikverkäufe (Land/Region, Auszeichnung, Verkäufe) | Verkäufe  |
| --------------- | ---------------------------------------------------------------------- | --------- |
| Dänemark (IFPI) | Platin                                                                 | 1.800.000 |
| Insgesamt       | 1× Platin ·                                                            | 1.800.000 |

### Good Feeling (Flo Rida)
| Land/Region     | Auszeichnungen für Musikverkäufe (Land/Region, Auszeichnung, Verkäufe) | Verkäufe  |
| --------------- | ---------------------------------------------------------------------- | --------- |
| Dänemark (IFPI) | 2× Platin                                                              | 1.800.000 |
| Insgesamt       | 2× Platin ·                                                            | 1.800.000 |

### Hangover (Taio Cruz)
| Land/Region     | Auszeichnungen für Musikverkäufe (Land/Region, Auszeichnung, Verkäufe) | Verkäufe  |
| --------------- | ---------------------------------------------------------------------- | --------- |
| Dänemark (IFPI) | 2× Platin                                                              | 1.800.000 |
| Insgesamt       | 2× Platin ·                                                            | 1.800.000 |

### You da One (Rihanna)
| Land/Region     | Auszeichnungen für Musikverkäufe (Land/Region, Auszeichnung, Verkäufe) | Verkäufe |
| --------------- | ---------------------------------------------------------------------- | -------- |
| Dänemark (IFPI) | Gold                                                                   | 50.000   |
| Insgesamt       | 1× Gold ·                                                              | 50.000   |

### Part of Me (Katy Perry)
| Land/Region     | Auszeichnungen für Musikverkäufe (Land/Region, Auszeichnung, Verkäufe) | Verkäufe  |
| --------------- | ---------------------------------------------------------------------- | --------- |
| Dänemark (IFPI) | Platin                                                                 | 1.800.000 |
| Insgesamt       | 1× Platin ·                                                            | 1.800.000 |

### Primadonna (Marina and the Diamonds)
| Land/Region     | Auszeichnungen für Musikverkäufe (Land/Region, Auszeichnung, Verkäufe) | Verkäufe  |
| --------------- | ---------------------------------------------------------------------- | --------- |
| Dänemark (IFPI) | Platin                                                                 | 1.800.000 |
| Insgesamt       | 1× Platin ·                                                            | 1.800.000 |

### Where Have You Been (Rihanna)
| Land/Region     | Auszeichnungen für Musikverkäufe (Land/Region, Auszeichnung, Verkäufe) | Verkäufe  |
| --------------- | ---------------------------------------------------------------------- | --------- |
| Dänemark (IFPI) | Platin                                                                 | 1.800.000 |
| Insgesamt       | 1× Platin ·                                                            | 1.800.000 |

### Wide Awake (Katy Perry)
| Land/Region     | Auszeichnungen für Musikverkäufe (Land/Region, Auszeichnung, Verkäufe) | Verkäufe |
| --------------- | ---------------------------------------------------------------------- | -------- |
| Dänemark (IFPI) | Gold                                                                   | 450.000  |
| Insgesamt       | 1× Gold ·                                                              | 450.000  |

### Rock Me (One Direction)
| Land/Region     | Auszeichnungen für Musikverkäufe (Land/Region, Auszeichnung, Verkäufe) | Verkäufe |
| --------------- | ---------------------------------------------------------------------- | -------- |
| Dänemark (IFPI) | Gold                                                                   | 900.000  |
| Insgesamt       | 1× Gold ·                                                              | 900.000  |

### How to Be a Heartbreaker (Marina and the Diamonds)
| Land/Region     | Auszeichnungen für Musikverkäufe (Land/Region, Auszeichnung, Verkäufe) | Verkäufe |
| --------------- | ---------------------------------------------------------------------- | -------- |
| Dänemark (IFPI) | Gold                                                                   | 900.000  |
| Insgesamt       | 1× Gold ·                                                              | 900.000  |

### Roar (Katy Perry)
| Land/Region     | Auszeichnungen für Musikverkäufe (Land/Region, Auszeichnung, Verkäufe) | Verkäufe  |
| --------------- | ---------------------------------------------------------------------- | --------- |
| Dänemark (IFPI) | 2× Platin                                                              | 2.600.000 |
| Insgesamt       | 2× Platin ·                                                            | 2.600.000 |

### Wrecking Ball (Miley Cyrus)
| Land/Region     | Auszeichnungen für Musikverkäufe (Land/Region, Auszeichnung, Verkäufe) | Verkäufe  |
| --------------- | ---------------------------------------------------------------------- | --------- |
| Dänemark (IFPI) | Platin                                                                 | 1.800.000 |
| Insgesamt       | 1× Platin ·                                                            | 1.800.000 |

### Timber (Pitbull feat. Kesha)
| Land/Region          | Auszeichnungen für Musikverkäufe (Land/Region, Auszeichnung, Verkäufe) | Verkäufe   |
| -------------------- | ---------------------------------------------------------------------- | ---------- |
| Dänemark (IFPI)      | 3× Platin                                                              | 7.800.000  |
| Spanien (Promusicae) | Platin                                                                 | 8.000.000  |
| Insgesamt            | 4× Platin ·                                                            | 15.800.000 |

### Unconditionally (Katy Perry)
| Land/Region     | Auszeichnungen für Musikverkäufe (Land/Region, Auszeichnung, Verkäufe) | Verkäufe  |
| --------------- | ---------------------------------------------------------------------- | --------- |
| Dänemark (IFPI) | Gold                                                                   | 1.300.000 |
| Insgesamt       | 1× Gold ·                                                              | 1.300.000 |

### Dark Horse (Katy Perry)
| Land/Region     | Auszeichnungen für Musikverkäufe (Land/Region, Auszeichnung, Verkäufe) | Verkäufe  |
| --------------- | ---------------------------------------------------------------------- | --------- |
| Dänemark (IFPI) | 2× Platin                                                              | 2.600.000 |
| Insgesamt       | 2× Platin ·                                                            | 2.600.000 |

### Wild Wild Love (Pitbull)
| Land/Region     | Auszeichnungen für Musikverkäufe (Land/Region, Auszeichnung, Verkäufe) | Verkäufe  |
| --------------- | ---------------------------------------------------------------------- | --------- |
| Dänemark (IFPI) | Gold                                                                   | 1.300.000 |
| Insgesamt       | 1× Gold ·                                                              | 1.300.000 |

### Dare (La La La) (Shakira)
| Land/Region          | Auszeichnungen für Musikverkäufe (Land/Region, Auszeichnung, Verkäufe) | Verkäufe  |
| -------------------- | ---------------------------------------------------------------------- | --------- |
| Spanien (Promusicae) | Platin                                                                 | 8.000.000 |
| Insgesamt            | 1× Platin ·                                                            | 8.000.000 |

### We Are One (Ole Ola) (Pitbull)
| Land/Region          | Auszeichnungen für Musikverkäufe (Land/Region, Auszeichnung, Verkäufe) | Verkäufe  |
| -------------------- | ---------------------------------------------------------------------- | --------- |
| Dänemark (IFPI)      | Gold                                                                   | 1.300.000 |
| Spanien (Promusicae) | Gold                                                                   | 4.000.000 |
| Insgesamt            | 2× Gold ·                                                              | 5.300.000 |

### Shower (Becky G)
| Land/Region     | Auszeichnungen für Musikverkäufe (Land/Region, Auszeichnung, Verkäufe) | Verkäufe  |
| --------------- | ---------------------------------------------------------------------- | --------- |
| Dänemark (IFPI) | Platin                                                                 | 2.600.000 |
| Insgesamt       | 1× Platin ·                                                            | 2.600.000 |

## Statistik und Quellen
| Land/RegionAuszeichnungen für Musikverkäufe (Land/Region, Auszeichnungen, Verkäufe, Quellen) | Silber       | Gold         | Platin         | Diamant     | Verkäufe    | Quellen                           |
| -------------------------------------------------------------------------------------------- | ------------ | ------------ | -------------- | ----------- | ----------- | --------------------------------- |
| Australien (ARIA)                                                                            | —            | 5× Gold5     | 176× Platin176 | —           | 12.495.000  | aria.com.au                       |
| Belgien (BRMA)                                                                               | —            | 15× Gold15   | 2× Platin2     | —           | 295.000     | ultratop.be                       |
| Brasilien (PMB)                                                                              | —            | —            | 7× Platin7     | —           | 700.000     | pro-musicabr.org.br               |
| Dänemark (IFPI)                                                                              | —            | 26× Gold26   | 30× Platin30   | —           | 751.500     | ifpi.dk                           |
| Deutschland (BVMI)                                                                           | —            | 18× Gold18   | 14× Platin14   | Diamant1    | 8.150.000   | musikindustrie.de                 |
| Finnland (IFPI)                                                                              | —            | 2× Gold2     | 2× Platin2     | —           | 40.113      | ifpi.fi                           |
| Frankreich (SNEP)                                                                            | —            | 5× Gold5     | —              | Diamant1    | 825.000     | infodisc.fr snepmusique.com       |
| Italien (FIMI)                                                                               | —            | 14× Gold14   | 32× Platin32   | —           | 1.400.000   | fimi.it                           |
| Japan (RIAJ)                                                                                 | —            | 6× Gold6     | 5× Platin5     | Diamant1    | 2.850.000   | riaj.or.jp                        |
| Kanada (MC)                                                                                  | —            | 6× Gold6     | 116× Platin116 | —           | 8.840.000   | musiccanada.com                   |
| Mexiko (AMPROFON)                                                                            | —            | 18× Gold18   | 13× Platin13   | Diamant1    | 1.660.000   | amprofon.com.mx                   |
| Neuseeland (RMNZ)                                                                            | —            | 17× Gold17   | 38× Platin38   | —           | 712.500     | aotearoamusiccharts.co.nz         |
| Niederlande (NVPI)                                                                           | —            | —            | 2× Platin2     | —           | 60.000      | nvpi.nl                           |
| Norwegen (IFPI)                                                                              | —            | 2× Gold2     | 35× Platin35   | —           | 360.000     | ifpi.no NO2                       |
| Österreich (IFPI)                                                                            | —            | 9× Gold9     | 10× Platin10   | —           | 435.000     | ifpi.at                           |
| Polen (ZPAV)                                                                                 | —            | —            | 7× Platin7     | Diamant1    | 240.000     | olis.pl                           |
| Schweden (IFPI)                                                                              | —            | 7× Gold7     | 43× Platin43   | —           | 1.820.000   | sverigetopplistan.se              |
| Schweiz (IFPI)                                                                               | —            | 5× Gold5     | 13× Platin13   | —           | 465.000     | hitparade.ch                      |
| Spanien (Promusicae)                                                                         | —            | 3× Gold3     | 12× Platin12   | —           | 440.000     | promusicae.es elportaldemusica.es |
| Vereinigte Staaten (RIAA)                                                                    | —            | 18× Gold18   | 178× Platin178 | 2× Diamant2 | 207.000.000 | riaa.com                          |
| Vereinigtes Königreich (BPI)                                                                 | 19× Silber19 | 9× Gold9     | 30× Platin30   | —           | 25.400.000  | bpi.co.uk                         |
| Insgesamt                                                                                    | 19× Silber19 | 185× Gold185 | 765× Platin765 | 7× Diamant7 |             |                                   |